# Bernardino Rivadavia

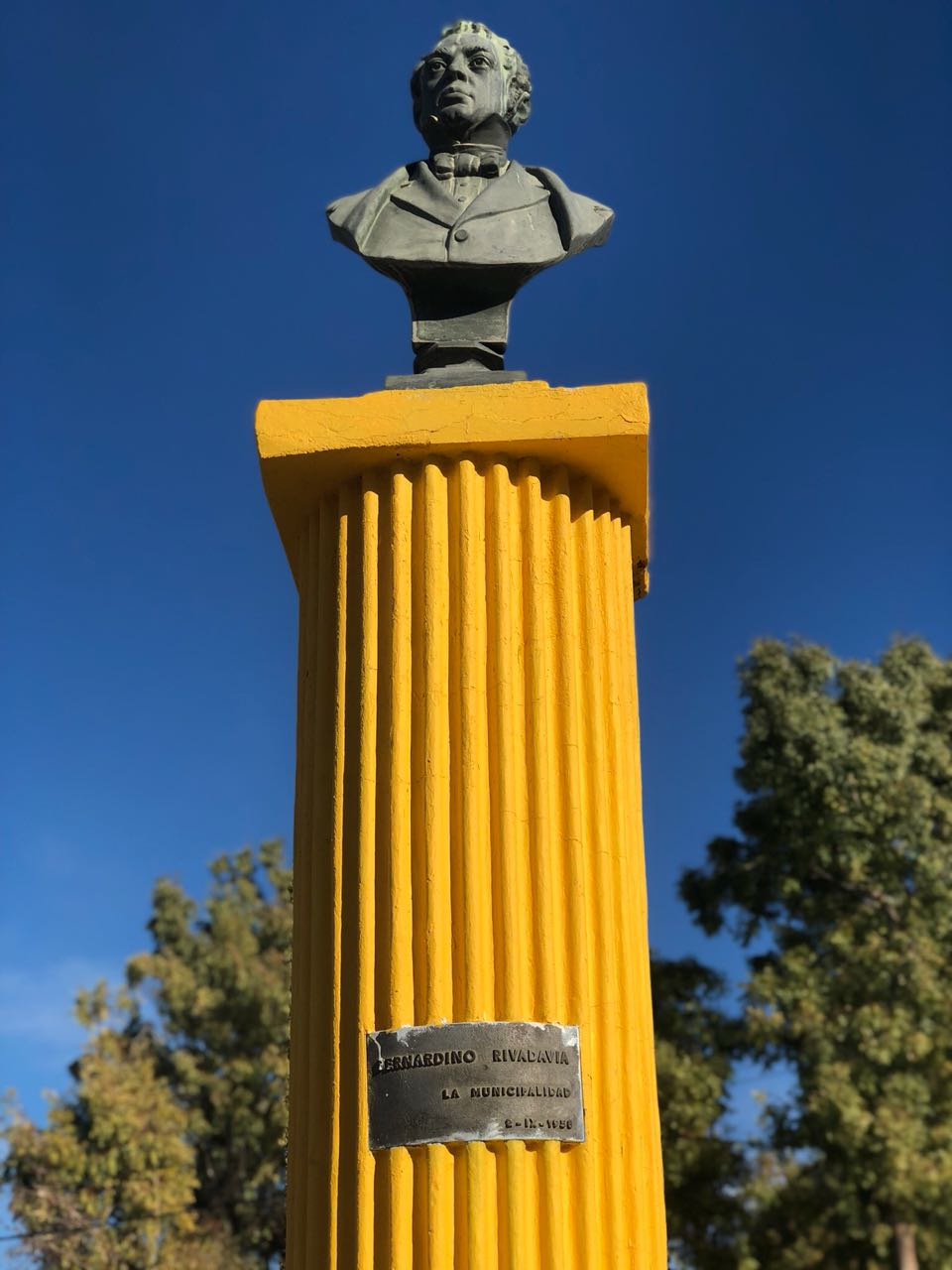
Busto de Bernardino Rivadavia, Comodoro Rivadavia, Chubut.

Bernardino de la Trinidad González de Rivadavia y Rodríguez de Rivadavia, (Buenos Aires, 20 de mayo de 1780-Cádiz, 2 de septiembre de 1845) conocido como Bernardino Rivadavia, fue un político argentino y jefe de Estado de las Provincias Unidas del Río de la Plata ejerciendo con el cargo de presidente, que desempeñó entre el 8 de febrero de 1826 y el 27 de junio de 1827. Poco después de iniciada la Revolución de Mayo tuvo una fuerte influencia sobre el Primer Triunvirato, de la que fue uno de sus secretarios. 
Entre 1820 y 1824 fue ministro de Gobierno y Relaciones Exteriores de la provincia de Buenos Aires durante el gobierno del general Martín Rodríguez, cargo que utilizó para gestionar el «Empréstito Baring», el primero en la historia argentina, iniciando la deuda externa. En Política británica en el Río de la Plata, Raúl Scalabrini Ortiz explica lo que con el tiempo se consideró una «estafa» del Reino Unido a la Argentina a partir de ese préstamo.Este dinero, que nunca llegó en su totalidad a la Argentina, sin embargo fue devuelto completamente, más una gran suma de intereses, exigidos por la Corona británica.
Partidario de la organización nacional, durante la vigencia del Congreso General de 1824 destinado a redactar una constitución, el inicio de la guerra del Brasil motivó la creación inmediata del cargo de presidente de la Nación Argentina y –tras ser elegido– fue el primero en ocuparlo. La sanción de la Constitución Argentina de 1826, de fuerte contenido unitario, rechazada por las provincias, y la firma por parte de su propio ministro Manuel José García de la Convención Preliminar de Paz de 1827 con el Imperio del Brasil para finalizar la guerra –a la que más tarde tildó de «tratado deshonroso»– motivaron su renuncia a la presidencia, siendo sucedido por Vicente López y Planes. Al poco tiempo las autoridades nacionales se disolvieron, situación que se prolongó hasta 1852. Su influencia sobre la historia argentina fue tal que el período marcado por su dominio de la política nacional es llamado a menudo época de Rivadavia.
Luego de su renuncia se exilió en España, donde murió en 1845. Sus restos fueron repatriados a Argentina en 1857, recibiendo honores de capitán general. En la actualidad descansan en un mausoleo situado en la Plaza Miserere, en Buenos Aires, adyacente a la Avenida Rivadavia, nombrada en su honor.

## Familia e inicios en la función pública
Bernardino Rivadavia era hijo del abogado Benito Bernardino González de Ribadavia, y de su prima segunda, María Josefa de Jesús Rodríguez de Ribadavia y Rivadeneyra. 
Entre 1813 y 1814 modificó su apellido, reemplazando la b larga por la corta y llamándose Bernardino, a secas.
Su padre era un gallego nacido en el pueblo de Monforte, en la provincia de Lugo, y su madre era porteña, emparentada a su esposo.
Retraído y callado, sufrió mucho por la muerte de su madre cuando él tenía apenas seis años de edad, y por la atención familiar concentrada en su hermana mayor Tomasa, que era ciega. Su padre no tardó en volver a casarse y, cuando su hijo ya era funcionario, debió optar por la ciudadanía argentina para poder permanecer en estas tierras.
Inició sus estudios con su hermano Santiago en 1798 en el Real Colegio de San Carlos, donde cursó gramática, filosofía y teología, pero no se graduó en ninguna de estas materias, abandonando los estudios en 1803. Continuó cursando filosofía y teología en Buenos Aires y en Santiago, y de allí pasó a Córdoba, a proseguir su carrera en el Colegio Nacional de Monserrat.
Durante las Invasiones Inglesas integró las tropas improvisadas que pretendieron detener las avanzadas del general Robert Craufurd y actuó como teniente del Tercio de Voluntarios de Galicia, sustituyendo al capitán de su compañía, Ramón Jiménez, quien abandonó el cargo por hallarse impedido por sus condiciones de salud. En 1808 el virrey Santiago de Liniers lo nombró alférez real, pero este nombramiento fue rechazado por el Cabildo, lo que fue uno de los detonantes de la Asonada de Álzaga, un fracasado levantamiento que intentó derrocar a Liniers del cargo que ocupaba.
El 14 de diciembre de 1809 se casó en la iglesia de Nuestra Señora de la Merced de Buenos Aires con Juana del Pino (Montevideo, 28 de diciembre de 1786 – Río de Janeiro, 14 de diciembre de 1841), hija del exvirrey del Río de la Plata Joaquín del Pino y de doña Rafaela de Vera Mujica, con quien tuvo cuatro hijos: José Joaquín, Constancia (que murió con menos de 4 años de edad), Bernardino Donato y Martín.
Durante la Revolución de Mayo asistió al Cabildo abierto del 22 de mayo de 1810, votando por la deposición del virrey Baltasar Hidalgo de Cisneros.

## El Primer Triunvirato
Al producirse la Revolución del 5 y 6 de abril de 1811, la Junta de Seguridad Pública, presidida por Atanasio Gutiérrez y Juan Bautista Bustos, informó que "Bernardino Rivadavia, de su positiva oposición a nuestro sistema de gobierno, sobre la desconfianza que presenta la calidad de ser cohermano político de Juan Ángel Michelena, ha dispuesto que salga inmediatamente a la Guardia del Salto”. El 2 de agosto la Junta aprobó su deportación. 
En 1811, después del golpe institucional que expulsó a los diputados del interior de las Provincias Unidas del Río de la Plata, se instauró el Primer Triunvirato, de orientación centralista y dirigido desde Buenos Aires. Éste designó a Rivadavia como Secretario de Guerra, iniciándose así en la vida política. Adquirió preponderancia en las decisiones que se tomaron durante la represión con ajusticiamientos durante el desarrollo del Motín de las Trenzas, el fusilamiento de Martín de Álzaga y el Tratado Herrera-Rademaker.
En octubre de ese año llegó la noticia de que el Ejército del Norte, bajo el mando del general Manuel Belgrano y contradiciendo las órdenes del Triunvirato de que se retirara hasta la ciudad de Córdoba, había vencido a las tropas realistas en la batalla de Tucumán y las había expulsado hacia el norte. Inmediatamente estalló la revolución del 8 de octubre de 1812, dirigida por José de San Martín, Carlos María de Alvear, Manuel Guillermo Pinto y Francisco Ortiz de Ocampo. Exigieron la renuncia del Triunvirato y su reemplazo por otro, que tomó la decisión de arrestar a Rivadavia y obligarlo a alejarse de la capital por un tiempo. En su renuncia, Rivadavia sostuvo "que así como he dado ejemplo de sostener la dignidad y justificación de la autoridad, lo haré mucho más en obedecerle sin abatirme".

## Misiones diplomáticas
Rivadavia volvió a ocupar una función en el gobierno en 1814, cuando –junto a Manuel Belgrano– viajó en misión diplomática a Europa, para obtener el reconocimiento de su independencia y consolidar una monarquía constitucional. El 7 de mayo de 1815 llegaron a Falmouth y luego fueron a Londres, Inglaterra. Ante la ineficacia de las gestiones con el gabinete de Londres, que se negaba a intervenir en apoyo de la causa emancipadora, el embajador Manuel de Sarratea propuso al exrey de España Carlos IV como rey constitucional del Río de la Plata. Sin embargo, éste rechazó la propuesta, argumentando que no podía actuar en contra del Rey de España. Con la caída de Napoleón, la misión diplomática fracasó y puso fin a sus proyectos.
Sin embargo, en Francia Rivadavia trabó amistad con el filósofo Antoine Destutt, conde de Tracy, quien lo aproximó al pensamiento del politólogo liberal Benjamín Constant y de los escritores del realismo Honoré de Balzac y Stendhal. Sus libros influyeron fuertemente en las ideas de Rivadavia. En Londres se entrevistó con el filósofo Jeremy Bentham, fundador del utilitarismo, y se dedicó a traducir sus obras al castellano.[cita requerida]
Se trasladó más tarde a Madrid, de donde fue expulsado por orden del rey. Permaneció varios años más en Europa, dedicado a apoyar otros proyectos monárquicos, con varios candidatos españoles y uno francés, el futuro rey de Francia Luis Felipe I.
Producida la Anarquía del Año XX cayeron el Directorio y el Congreso, disolviéndose las autoridades nacionales.

## Ministro del gobernador Martín Rodríguez
Rivadavia fue convocado por el nuevo gobernador de la provincia de Buenos Aires, el general Martín Rodríguez, quien lo nombró en el cargo de secretario de Gobierno y Relaciones Exteriores el 19 de julio de 1821.

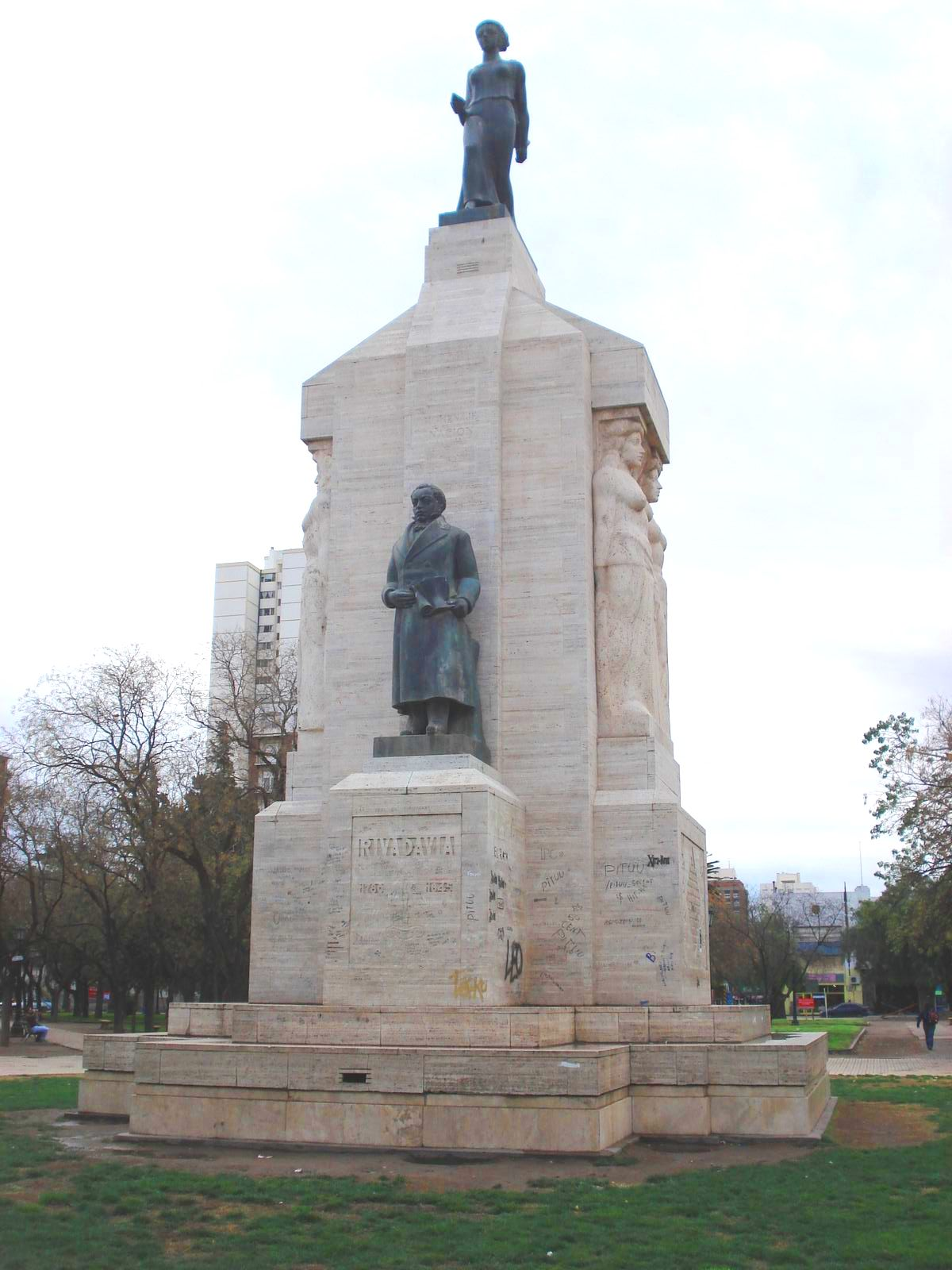
Monumento a Bernardino Rivadavia en Bahía Blanca.

Dejando en un segundo plano a sus compañeros de gabinete, Manuel José García y Francisco Fernández de la Cruz, e incluso al propio gobernador, Rivadavia llevó adelante casi todas las decisiones políticas del gobierno de Rodríguez. Las políticas de gobierno que emprendió son conocidas con el nombre de "reformas rivadavianas".
En su discurso de asunción declaró su plan de gobierno:

La provincia de Buenos Aires debe plegarse sobre sí misma, mejorar su administración interior en todos los ramos; con su ejemplo llamar al orden a los pueblos hermanos; y con los recursos que cuenta dentro de sus límites, darse aquella importancia con que deberá presentarse cuando llegue la oportunidad deseada de formar una nación.

Entre los recursos con los que contaba "dentro de sus límites" estaba la aduana, de la que se apropió, y cuyas rentas representaban la mayoría de todos los ingresos públicos del país. Proclamó la libertad de comercio, colocando las tasas aduaneras a un nivel muy bajo, con lo que favoreció el comercio exterior de la provincia, pero aisló y ahogó las economías provinciales, que no pudieron competir con los productos importados.
La provincia pasó en esos años por lo que, más tarde, el gobernador Juan Gregorio de Las Heras llamaría la "feliz experiencia": salía de diez años de desorden económico y político y de un año grandemente complicado. Y entró de lleno en una etapa de aumento de la calidad de vida de sus clases acomodadas.
Inició en 1824 una fuerte introducción de animales puros de distintas razas, entre ellas las ovejas de raza merino, que si bien ya existían en el país, Rivadavia las importó en gran cantidad, tomando un crecimiento insospechado.
Inició una modernización del sistema económico: fundó la Bolsa de Comercio, aunque solo existió en los papeles, el Banco de Descuentos, dotado de un poder financiero inaudito, y en el que, aunque la participación de la provincia pasaba del 60% del capital, solo tenía un número mínimo de votos. Estaba controlado por comerciantes ingleses y algunos socios locales, y se dedicó a otorgar créditos a corto plazo, pensados para el comercio, no para fomentar la industria o la ganadería. Los beneficiarios fueron casi exclusivamente los socios del Banco, por lo que los comerciantes poderosos de la década pasada, abandonados financieramente, se pasaron rápidamente a la actividad ganadera y se convirtieron en estancieros. Serían el sector político y socialmente dominante por varias generaciones, pero nunca tendrían el control económico del país. En 1827 se produjo el primer default de la historia de Argentina, cuando, tras un boom de préstamos ocasionado por el fin de las guerras napoleónicas, este y otros países de América consiguieron emitir bonos en Londres para financiar sus guerras de independencia. Este boom crediticio terminó en 1825 cuando el Banco de Inglaterra subió su tasa de descuento para frenar su caída de reservas. Dicho ajuste monetario derivó en un crash bursátil. Argentina entró en default en 1827 y recién reinició sus pagos en 1857.

### Política interior

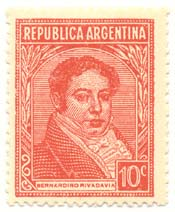
Estampilla de Bernardino Rivadavia.

Una de las primeras obras de gobierno fue la sanción de la Ley de Sufragio Universal, de fecha 14 de agosto de 1821, que fue la primera de su tipo en América. Esta ley permitió que todo hombre libre, natural del país o avecinado a él, desde la edad de 20 años, o antes si fuera emancipado, fuera hábil para elegir (art. 2°) y además, que pudieran ser elegidos para cargos públicos los ciudadanos mayores de 25 años "que poseyeran alguna propiedad inmueble o industrial".
Pese al nombre oficial de la ley, no era realmente un sistema de voto universal. En 1826 modificó esa misma ley, haciéndola aún más restrictiva y, en la práctica, un sistema de voto calificado. Manuel Dorrego, que también se opuso al proyecto constitucional rivadaviano de 1826, considerándolo nulo porque se desconocía en él la voluntad general de las provincias, se manifestó enteramente en contra de las dos leyes electorales propuestas por Rivadavia: se negaba el derecho de voto en las elecciones a los menores de veinte años, a los analfabetos, a los deudores fallidos, deudores del tesoro público, dementes, notoriamente vagos, criminales con pena corporal o infamante, pero también a los domésticos y peones que estaban bajo la influencia del patrón. El proyecto consideraba que “se reputará decente toda persona blanca que se presente vestida de fraque y levita”, y el proyecto de Rivadavia negaba el voto hasta a los “criados a sueldo, peones jornaleros y soldados de línea”.
Para concentrar el poder en la ciudad de Buenos Aires, y dentro de ella al círculo "ministerial", suprimió los cabildos, tanto el de la capital como los de Luján y San Nicolás de los Arroyos.
En noviembre de 1821, y con el fin de pacificar la provincia, hizo sancionar la Ley del Olvido, la cual consistía en una amnistía para todos los opositores políticos, que pudieron regresar de su exilio; ese fue el caso de Manuel Dorrego, Miguel Estanislao Soler, Manuel de Sarratea, Carlos María de Alvear, Cornelio Saavedra y otros. Eligió para enviar a la legislatura el proyecto el día en que se tuvo noticia en Buenos Aires de la entrada del general San Martín en Lima al frente del Ejército Libertador. En el mensaje respectivo argumentaba:

Cumpliose al fin el noble voto que Buenos Aires hizo el 25 de mayo de 1810 y que ha sabido sostener con tanta magnanimidad contra todas las vicisitudes de la fortuna por el espacio de once años. Los pueblos del continente son independientes, que sean libres y felices son deseos de esta provincia. Pero entretanto, parece que ella se debe a sí misma el cerrar para siempre el periodo de la revolución el día mismo en que se ve cumplido su primer objetivo.

El 24 de diciembre de 1821 creó la Policía del Estado, primera fuerza puramente policial dependiente de un gobierno de provincia; es considerado el antecedente de la Policía de la Provincia de Buenos Aires.
Proclamó una reforma militar, por la que pasó a retiro a los antiguos oficiales que habían luchado en la Guerra de la Independencia y que no tenían destino fijo, aunque también a los que consideró contrarios a su gobierno. Esta reforma puso en su contra a todos los militares alejados y muchos de ellos se unirían a las rebeliones en su contra.
A través de la denominada Reforma eclesiástica de Rivadavia llevó adelante una modificación en el seno de la Iglesia católica, por la que pasaron a manos de la provincia muchos de los bienes de la Iglesia católica. También ordenó la disolución de las órdenes religiosas, entre las cuales solo las más numerosas lograron evitar su secularización. Esto llevó a que muchos católicos se unieran a las conspiraciones. Poco antes habían sido incautados otros bienes inmuebles pertenecientes a la Iglesia, como la estancia con que se sostenía el santuario de Nuestra Señora de Luján, cuya veneración también pasó a ser costeada por el Estado.
Prohibió la introducción de esclavos, y realizó un ajuste en la administración pública recortando a la mitad los sueldos de los empleados: él mismo encabezó la lista. Lo mismo hizo con jefes militares que no estaban en servicio activo.

### Ciencia y educación
Durante lo que se conoció como la «época de Rivadavia» la ciencia y la cultura prosperaron de manera significativa. Su impulso reformista dio a la vida intelectual una dinámica desconocida hasta entonces, creando un clima propicio que fructificó en diversos campos a través de la obra personal de muchos individuos.
En 1822, por acción oficial o privada, se habilitaron varias instituciones académicas: la Sociedad Literaria, la Sociedad de Ciencias Físicas y Matemáticas, la Sociedad de Jurisprudencia, la Academia de Medicina y dos academias de música y canto.
Cinco librerías existentes en Buenos Aires en 1825 vendían toda clase de obras literarias y científicas editadas en Europa. Fiel a su ideario liberal, por un decreto de 1821 derogó antiguas prohibiciones a la introducción de determinados libros sin censura ni trabas de ninguna índole.
Durante la época de Rivadavia se contrataron a distinguidas personalidades intelectuales del extranjero, como el matemático mexicano José Lanz, el naturalista francés Aimé Bonpland, los físicos y astrónomos italianos Pedro Carta Molino y Octavio Fabricio Mossotti, el publicista e historiador, también italiano, Pedro de Angelis, y el ingeniero francés Carlos Enrique Pellegrini. La mayoría de ellos se estableció a enseñar e investigar en el país.[cita requerida]
Otras muchas nuevas instituciones fueron creadas durante su ministerio: el Museo Argentino de Ciencias Naturales, el cual lleva su nombre, el Archivo General, el Registro Oficial y el Departamento Topográfico y Estadístico, donde se confeccionaron los primeros planos topográficos y catastrales de la provincia de Buenos Aires.
Refundó el viejo Colegio de San Carlos como Colegio de Ciencias Morales, en el cual otorgó becas a algunos jóvenes de las provincias. Las escuelas se multiplicaron y en ellas se dictaron cursos por el «sistema lancasteriano», para el cual hizo venir de Inglaterra a Diego Thompson, miembro de la sociedad lancasteriana de Londres.
Gracias a su gestión se fundó la Universidad de Buenos Aires, inaugurada el 12 de agosto de 1821, designando como primer rector y cancelario al doctor Antonio Sáenz. Tardó varios años en funcionar orgánicamente.

### La ciudad y el interior
La ciudad de Buenos Aires comenzó a modernizarse. Construyó edificios públicos, ensanchó avenidas y fijó los anchos máximos y mínimos de las calles (las esquinas debían ochavarse mediante el corte de un triángulo isósceles, cuyos lados midiesen tres varas -aproximadamente 2,6 metros-), mejoró la iluminación de las calles y creó el Cementerio de la Recoleta, estableció zonas especiales para la instalación de molinos harineros y mercados de abastecimiento y obligó a presentar los planos de las edificaciones en el recientemente creado Departamento de Ingenieros. Estas modernizaciones que emprendió estaban pensadas principalmente para la ciudad, siendo menores las iniciadas en el interior de la provincia. Por otro lado, su atención estuvo centrada en las clases altas y medias.
Para proveer de mano de obra al comercio y a la ganadería impulsó fuertemente la obligación a los no propietarios de que demostraran que tenían empleo por medio de la “papeleta de conchabo”. Aquellos que no la tuvieran eran arrestados y enviados como soldados a los fuertes ubicados en la nueva línea de frontera, que se encargaban de la vigilancia y protección contra los malones indios.
También apoyó a la Comandancia política y militar de Río Negro y la Costa Patagónica a cargo del teniente coronel José Gabriel de la Oyuela.
A ello se sumó un plan de colonización territorial a fin de atraer pobladores a esas tierras, fomentando la inmigración europea.

### Política exterior
Desde el inicio de su ministerio, el gobierno porteño se negó a colaborar con los ejércitos que luchaban contra los realistas, tanto el de Martín Miguel de Güemes en Salta, como la campaña de José de San Martín en Perú.
Dos enviados de San Martín tuvieron que oír en la Legislatura que a Buenos Aires le convenía que los realistas no se fueran de Perú. En parte debido a ello el resultado fue que San Martín tuvo que dejar a Simón Bolívar que terminara lo que él había comenzado. Cuando finalmente renunció al gobierno del Perú y regresó a Buenos Aires, fue amenazado con ser encarcelado por su desobediencia de años atrás.
Rivadavia estaba convencido de que la guerra contra el Imperio del Brasil sería inevitable y ese fue su principal objetivo militar externo, enfocando en él los principales recursos.
Cuando el cabildo de Montevideo le pidió ayuda, envió a un emisario, Tomás de Iriarte, al gobernador brasileño a exigir la devolución de la provincia usurpada.

### El empréstito de Baring Brothers
La Junta de Representantes de la Provincia de Buenos Aires sancionó el 19 de agosto de 1822 una ley que facultaba al gobierno a "negociar, dentro o fuera del país, un empréstito de tres o cuatro millones de pesos valor real". Los fondos del empréstito debían ser utilizados para la construcción del puerto de Buenos Aires, el establecimiento de pueblos en la nueva frontera, y la fundación de tres ciudades sobre la costa entre Buenos Aires y el pueblo de Carmen de Patagones. Además debía dotarse de agua corriente a la ciudad de Buenos Aires.
La Junta de Representantes había autorizado la colocación a un tipo mínimo del 70%, pero Rivadavia aceptó constituir un consorcio que representara al Gobierno de Buenos Aires para la colocación del empréstito al tipo de 70%. Este consorcio estaba encabezado por Braulio Costa, Félix Castro, Miguel Riglos, Juan Pablo Sáenz Valiente y los hermanos Parish Robertson, quienes en virtud del poder conferido celebraron el acuerdo en Londres con la firma Baring Brothers & Co.
Como la colocación en el mercado sería fácil, la Baring propuso al consorcio colocarlos al 85%, pagando 70% a Buenos Aires y repartiéndose el 15% de diferencia con el consorcio.
El 1 de julio de 1824 se contrató con la Banca Baring el empréstito por 1 000 000 de libras esterlinas. El 15% de diferencia de colocación representó 150 000 libras; de ellas el consorcio en su conjunto se llevó 120 000 libras en carácter de comisión, y los 30 000 restantes fueron para Baring.
El "Bono general" dispuso que:
- Los intereses serían pagados semestralmente, encargándose la Casa Baring de hacerlo a nombre de Buenos Aires, cobrando una comisión del 1%.
- El Estado de Buenos Aires "empeñaba todos sus efectos, bienes, rentas y tierras, hipotecándolas al pago exacto y fiel de la dicha suma de 1 000 000 de libras esterlinas y su interés".
- Baring retendría 200 000 títulos al tipo de 70, acreditando a Buenos Aires las 140 000 libras correspondientes y disponiendo para sí del excedente de su venta.
- Por cuenta del consorcio, Baring vendería en bolsa los 800 000 títulos restantes al tipo de 85%, cobrando un 1% de comisión por ello, y acreditando a Buenos Aires el 70%. Si lograse colocarlas a más del 80%, la comisión subiría a 1,5%.
- En toda suma a entregarse en lo futuro por Buenos Aires, en concepto de intereses y amortizaciones, Baring cargaría un 1% de comisión a cuenta del gobierno.

Como no se había especificado cómo llegaba el dinero a la Argentina, el consorcio informó a la Casa Baring que la mejor manera era enviando letras giradas contra casas comerciales de prestigio que dieran garantías en Buenos Aires. No por casualidad, una de esas casas comerciales era la de Robertson y Costas, dos miembros del consorcio. Al final, del millón de libras que totalizaba el mismo, solo llegaron a Buenos Aires unas 570 000, en su mayoría en letras de cambio y una parte minoritaria en metálico.
El empréstito solo se pagaría por completo ochenta años más tarde.
En cuanto el préstamo llegó, la Legislatura cambió de idea: el dinero no era necesario. De modo que fue entregado al Banco de Descuento para que lo entregara como créditos a sus clientes, a intereses mucho más bajos que los que pagaba la provincia por ese dinero.
El empréstito argentino de 1824 no fue el único de su tipo en Latinoamérica: ya en 1822 Colombia había negociado un crédito por valor de 2 millones de libras esterlinas, y lo mismo había hecho ese año Chile con un crédito por 200 000 libras. El reino de Poyais (país ficticio creado por el estafador Gregor McGregor supuestamente en la Costa de Mosquitos, ubicada en el litoral del Mar Caribe de las actuales Honduras y Nicaragua) hizo lo propio por 200 000 libras, y Perú colocó un empréstito por 1 200 000 libras. México también tomó un crédito de este tipo en 1824, y Colombia obtuvo luego un segundo crédito. Entre 1822 y 1826 las colonias españolas se endeudaron con Londres por la suma de 20 978 000 libras, habiendo Inglaterra desembolsado una suma real de solo 7 000 000 de libras.

### Reforma clerical y revolución de los Apostólicos
Bernardino Rivadavia era católico pero había adoptado las ideas regalistas. El regalismo no era una corriente de pensamiento novedosa sino que ya venía aplicándose en Europa y particularmente en España a través de las reformas borbónicas que la Corona española había implementado a partir del siglo XVIII. Rivadavia quiso aplicar el regalismo en el país. Esta doctrina sostenía que no existía un Iglesia regida por el Papa, sino que existían comunidades nacionales de fieles a los cuales el gobierno de cada país podía dirigir. En otras palabras, a fin de cumplir con los fines del estado nacional, este podía interferir en los asuntos de la religión católica a favor de sus propias políticas públicas. El regalismo en el Río de la Plata fue aplicado por Rivadavia, contando con el apoyo de varios sectores del clero, entre los que se destacaron sacerdotes como Valentín Gómez, Gregorio Funes y Julián Segundo de Agüero.
El 1 de julio de 1822, Rivadavia –como ministro del gobernador Martín Rodríguez–, con el fin de incrementar las arcas del estado provincial, publicó una serie de decretos reformistas, que fueron completados seis meses más tarde por la ley de la Cámara de Representantes, que dictó, el 21 de diciembre, la "Ley de Reforma General", más conocida como Reforma eclesiástica.
Su articulado afectó principalmente a las órdenes religiosas o clero regular, cuyos miembros eran considerados más adictos a la Santa Sede que los sacerdotes del clero secular.
Así, el gobierno de la Provincia de Buenos Aires:
- Cerró varios conventos, como los de las órdenes religiosas de los Bethlemitas, Recoletos y Mercedarios; al mismo tiempo se apoderó de todos los bienes que pertenecían a estas órdenes religiosas.
- Incautó los bienes propios del Santuario de Luján, de los de la Hermandad de Caridad, del Hospital de Santa Catalina y otros.
- Tomó sobre sí la responsabilidad de dar permisos para abandonar el estado religioso a quienes así lo deseaban.
- Suprimió el diezmo, impuesto tradicional que servía para el sostenimiento del clero.
- Limitó el número de religiosos por convento, prohibiendo que hubiera más de 30 religiosos y menos de 16 en cada uno de ellos, bajo la pena de supresión y confiscación de bienes.
- Limitó la edad mínima para la profesión de los votos religiosos, ya que ningún religioso podría pronunciar sus votos de consagración perpetua antes de los 25 años de edad.
- No reconoció la existencia de ninguna autoridad religiosa que residiera fuera del país y pretendiera tener poder sobre el clero secular y regular.[25][26]

La reforma eclesiástica desató un enfrentamiento entre los periódicos de Buenos Aires. Por un lado, Juan Cruz Varela y Florencio Varela defendían la posición del gobierno en El Centinela y El Lobera del Año XX. Por el otro, fray Cayetano Rodríguez y fray Francisco de Paula Castañeda atacaban vigorosamente a Rivadavia. El gobierno, aplicando una vez las políticas del regalismo, decidió exiliar a Castañeda a Carmen de Patagones, pero el fraile escapó a Montevideo.
El presbítero Mariano Medrano –vicario provisorio de la Santa Sede al haber quedado vacante el puesto de obispo de Buenos Aires desde 1812– se opuso enérgicamente a las reformas rivadavianas.
Como se dijo, entre los opositores más prominentes a las políticas de Rivadavia se encontraba el fraile Francisco de Paula Castañeda, periodista y escritor satírico, que le dedicó a Rivadavia las siguientes líneas:

No hay provenir maravilloso

ni otro contenido más delicado

que librarse del Sapo del Diluvio

El Sapo es Rivadavia o Rivaduvio

o el Robespierre el renegado

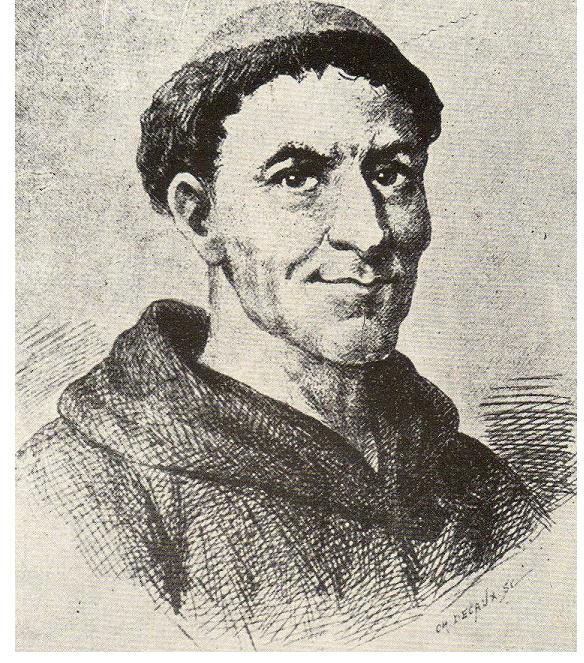
Fray Francisco de Paula Castañeda.

En agosto de 1822 fue denunciada una conspiración en su contra, dirigida por el exministro Gregorio García de Tagle, que fue rápidamente sofocada. Castañeda fue expulsado de la capital, y Tagle pasó varios meses en prisión hasta que fue liberado por presión de su esposa. Rivadavia aparecía como tolerante a las disidencias, pero sólo a las que él consideraba moderadas –esto es, que no afectaran su gobierno– y no toleró ninguna de parte de sectores clericales.
El 19 de marzo de 1823 estalló la "Revolución de los Apostólicos", encabezada por Gregorio García de Tagle, una reacción bien organizada contra las reformas de Rivadavia, en la que participaron Domingo Achega, Mariano Benito Rolón y Ambrosio de Lezica. Tuvo apoyo de muchos descontentos, además de frailes y curas, pero no disponía de fuerzas militares suficientes, de modo que se abrieron las cárceles para sumar a los presos: el oficial de más graduación resultó ser José María Urien, un acusado por un crimen pasional, que tomó el mando de la rebelión. De todos modos no alcanzaron a derrocar al gobierno, y debieron rendirse tras varias horas de lucha. Aunque Tagle huyó, varios de los líderes fueron capturados.
Se inició una pesquisa judicial, de la cual surgieron ciertas complicidades en el propio gobierno. Rivadavia, alarmado, ordenó reemplazar a los jueces y fiscales por otros, que recibieron orden de acelerar el juicio, llevarlo en secreto, destruir la documentación y dictar sentencia sin profundizar la investigación. Cuando unos días más tarde se dictó sentencia, el único implicado con responsabilidad grave era el coronel Urien, que fue condenado a muerte junto con un oficial llamado Benito Peralta. Urien y Peralta fueron fusilados en la Plaza de la Victoria, mientras todos los otros arrestados recuperaron rápidamente la libertad.
Por su parte, Tagle logró escapar con ayuda de Dorrego –el mismo a quien había desterrado injustamente en 1816 a España– a Montevideo, que estaba en poder del Reino Unido de Portugal, Brasil y Algarve. Allí fue arrestado en Montevideo por el gobernador portugués, vizconde de la Laguna Carlos Federico Lecor, quien tardó meses en liberarlo.

### La Ley de Enfiteusis
Como garantía del empréstito Rivadavia hipotecó todas las tierras y demás bienes inmuebles de propiedad pública, prohibiendo su enajenación en toda la Nación. No siendo posible enajenar las tierras por la existencia de esta hipoteca, les aplicó el régimen de enfiteusis, mediante el cual se arrendaban contra el pago de un canon.
El 16 de marzo de 1826, siendo ya presidente, ratificó mediante un decreto la prohibición de vender, donar o entregar de cualquier otra forma las tierras fiscales. Posteriormente, el 18 de mayo, la "Ley Nacional de Enfiteusis" volvió a ratificar la prohibición de enajenar tierras de propiedad pública y fijó el lapso de concesión en "cuando menos" 20 años desde el 1 de enero de 1827. Pero de hecho la ley solo se aplicó en territorio porteño y en la provincia de Corrientes, habiéndola reconocido esta última recién en 1830. La enfiteusis dejó como consecuencia la concentración de la tierra de 1822 a 1830, tiempo en el cual 538 propietarios en total obtuvieron 8.656.000 hectáreas. Los enfiteutas más beneficiados fueron muchos colaboradores del propio régimen de Bernardino Rivadavia, entre ellos las familias Anchorena, Álzaga, Alvear, Azcuénaga, Basualdo, Bernal, Bosch, Bustamante, Castro, Díaz Vélez, Dorrego, Eguía, Echeverría, Escalada, Ezcurra, Yrigoyen, Lacarra, Larreta, Lastra, Lezica, Lynch, López, Miguens, Obarrio, Ocampo, Olivera, Ortiz Basualdo, Otamendi, Pacheco, Páez, Rozas, Sáenz Valiente y otras más. La enfiteusis puso más de ocho millones de hectáreas a disposición de arrendatarios y enfiteutas, quienes en general no pagaban o pagaban cánones muy bajos a la provincia; por tanto, esta ley tendió a favorecer la gran concentración de la propiedad en unas pocas decenas de familias.
Este sistema de alquiler de tierras fiscales no logró alcanzar los objetivos para los que había sido implementado, ya que las tierras fueron acaparadas por grandes productores, creando así enormes latifundios.
La ley fue sancionada el 18 de mayo de 1826 y establecía:
- Art. 1.º Las tierras de propiedad pública, cuya enajenación por la ley del 15 de febrero es prohibida en todo el territorio del Estado, se darán en enfiteusis durante el término, cuando menos, de 20 años, que empezaran a contarse desde el 1 de enero de 1827.
- Art. 2.º En los primeros diez años, el que los reciba en esta forma pagará al tesoro público la renta o canon correspondiente a un ocho por ciento anual sobre el valor que se considere a dichas tierras, si son de pastoreo, o a un cuatro por ciento si son de pan llevar.
- Art. 3.º El valor de la tierra será graduado en términos equitativos por un jury de cinco propietarios de los más inmediatos, en cuanto pueda ser, al que ha de justipreciarse, o de tres en caso de no haberlos en ese número.
- Art. 4.º El gobierno reglará la forma en que ha de ser nombrado el jury del que habla el artículo anterior, y el juez que ha de presidirlo.
- Art. 5.º Si la evaluación hecha por el jury fuese reclamada, o por parte del enfiteuta, o por la del fisco, resolviera definitivamente un segundo jury, compuesto del mismo modo que el primero.
- Art. 6.º La renta o canon que por el artículo 2.º se establece, empezará a correr desde el día en que al enfiteuta se mande dar posesión del terreno.
- Art. 7.º El canon correspondiente al primer año se satisfacerá por mitad en los dos años siguientes.
- Art. 8.º Los periodos en que ha de entregarse el canon establecido, serán acordados por el Gobierno.
- Art. 9.º Al vencimiento de los diez años que se fijan en el artículo 2.º, la Legislatura Nacional reglará el canon que ha de satisfacer el enfiteuta en los años siguientes sobre el nuevo valor que se graduará entonces a las tierras en la forma que la legislatura acuerde.

El espíritu de la ley fue lograr una distribución justa y equitativa de la tierra y evitar que fuese acaparada por grandes propietarios, que disponían de los medios para adquirirlas.[cita requerida] Además, se proponía favorecer la inmigración, otorgándoles tierras a los extranjeros a cambio de un canon, para que pudieran dedicarse a producir, en vez de a adquirir un pedazo de tierra. La ley daba al Estado el dominio de la tierra no escriturada –es decir, la mayor parte del campo porteño– y prohibía todas las donaciones o ventas de la misma hasta tanto no se contase con una ley que regulara esas transferencias.
Pero, como la ley no limitaba la superficie de tierra que cada solicitante podía obtener, los ganaderos, comerciantes e inversores extranjeros de la época adquirieron terrenos enormes, que no eran capaces de poblar de ganado sino muy lentamente, y mucho menos de dedicar a la agricultura. La ley de enfiteusis aceleró el proceso de enajenación de las tierras fiscales, marcando al mismo tiempo el nacimiento de los grandes terratenientes.

## Llegada a la presidencia

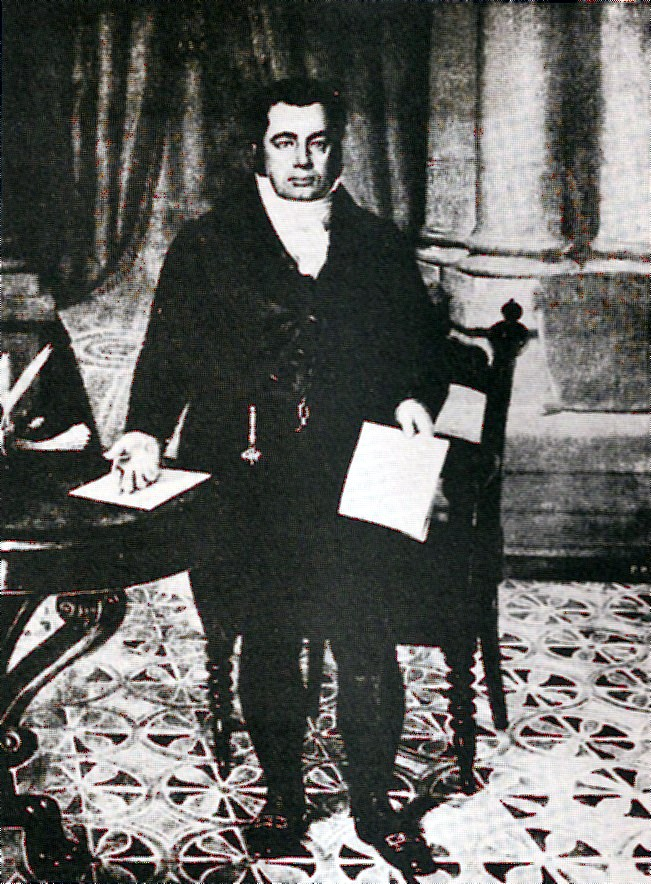
Bernardino Rivadavia, ejerciendo su poder como Presidente de las Provincias Unidas del Río de la Plata.

En mayo de 1824 fue elegido gobernador Juan Gregorio Las Heras y ofreció a Bernardino Rivadavia continuar en el cargo, aunque posiblemente no sentía simpatías por él. Rivadavia no aceptó y partió hacia Londres, con una autorización de la Legislatura para gestionar la explotación de minas. Pero las minas en cuestión no estaban en Buenos Aires, sino en La Rioja, donde el caudillo Facundo Quiroga se había asociado con el capitalista porteño Braulio Costa y otros socios, como Tomás Manuel de Anchorena y Juan Pedro Aguirre, y con capitales de la Baring Brothers formaron la Famatina Mining Company, nombre extranjero para la Sociedad del Banco de Rescate y Casa de la Moneda de La Rioja, reconocida por el gobierno de esta provincia.

### Minería
El exministro se asoció en Londres con el banco Hullet Brothers y fundó la River Plate Mining Association, con un capital nominal de 1.000.000 de libras esterlinas, cuyo relativo éxito se debió, sobre todo, a una “burbuja financiera” que estallaría poco después. El desarrollo de la minería tenía por objetivo conseguir metales preciosos con que acuñar moneda. Esa aventura financiera no le sirvió de mucho, pero le ganó la terrible enemistad de Quiroga. El Congreso, a iniciativa del presidente, otorgó la exclusividad de la acuñación de moneda en el país a la River Plate Mining. El conflicto entre Rivadavia y Quiroga por los metales de Famatina llevó a la primera guerra entre unitarios y federales en el interior.

### Navegación
Otro insólito proyecto fue la construcción de un canal navegable desde el sur de la provincia de Mendoza hasta Buenos Aires. Algunos críticos argumentaban que esta obra era imposible de realizar, alegando que en Cuyo no había agua suficiente para alimentar semejante canal, y que la poca que había la querrían usar los cuyanos para el riego.

### Tratado de Benegas
En 1820 se había firmado el Tratado de Benegas, que convocaba a un congreso nacional en Córdoba, que se llegó a reunir a fines de 1821. Pero el ministro Rivadavia ordenó el regreso de los diputados porteños, con la excusa de que las provincias representadas no se habían organizado interiormente. La razón real era que un congreso reunido en el interior no podría ser controlado por los porteños. Por otro lado, Buenos Aires exigía que el número de diputados por provincia debía estar en proporción al número de habitantes de cada una, lo que siempre había sido rechazado por las demás provincias.
Esto precipitó el fracaso del congreso. El Tratado del Cuadrilátero, firmado en enero de 1822 entre las provincias del litoral y Buenos Aires, obra de Rivadavia, significó la muerte definitiva del Congreso federal. El ministro invitó a los diputados de las demás provincias a reunirse nuevamente en congreso cuando la situación interna de las provincias lo permitiera.
El nuevo Congreso General se reunió en diciembre de 1824 en Buenos Aires, y bajo las condiciones porteñas.

### Sitio de Montevideo
El Congreso llevaba unos pocos meses discutiendo dificultosamente la futura constitución, cuando en abril de 1825 desembarcó en la costa oriental la expedición libertadora de Juan Antonio Lavalleja y sus Treinta y Tres Orientales. En poco más de dos meses, obtuvieron dos importantes victorias, encerraron a los brasileños en Montevideo y le pusieron sitio a la ciudad. Poco después, reunieron un congreso que declaró que la Banda Oriental se reincorporaba a la Argentina. El Congreso Nacional aceptó la reincorporación de la Banda Oriental el 25 de octubre de 1825, y el emperador del Brasil declaró la guerra a la Argentina en diciembre.
La guerra del Brasil obligó al Congreso a formar un ejército urgentemente y se pensó que también tenía que formar un Poder Ejecutivo Nacional para unificar el mando militar. De modo que, sin empezar siquiera a discutir una constitución que le diera marco legal al cargo, el 6 de febrero de 1826 se sancionó la ley de presidencia, creando un Poder Ejecutivo Nacional Permanente, con el título de «Presidente de las Provincias Unidas del Río de la Plata». Este duraría en sus funciones el tiempo que estableciese la Constitución.
Rivadavia resultó elegido presidente. Sus ministros fueron: Julián Segundo de Agüero, de Gobierno; Carlos María de Alvear, de Guerra y Marina; Francisco Fernández de la Cruz, de Relaciones Exteriores; y Salvador María del Carril, de Hacienda.
Rivadavia llevó al gobierno un proyecto centralizador, es decir, unitario. La primera comunicación a los gobernadores del interior les hacía saber que les concedía a cada uno el mando político y militar que ya tenían como gobernadores, solo que de forma provisoria, hasta que decidiera reemplazarlos.

## Presidente de las Provincias Unidas del Río de la Plata

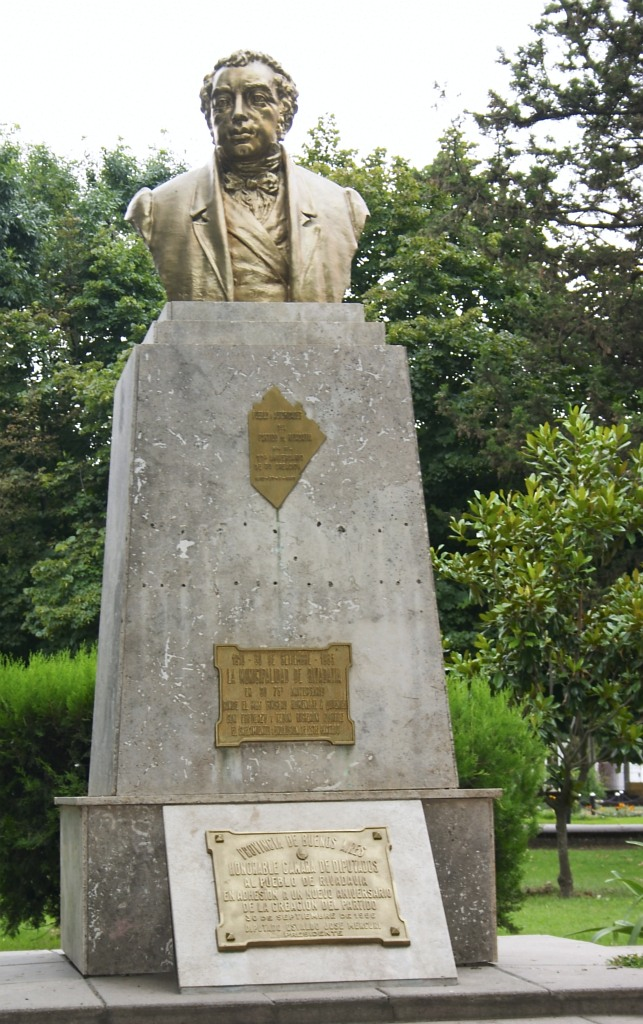
Busto de Bernardino Rivadavia en la ciudad de América, provincia de Buenos Aires.

Cuando en 1824 terminó el mandato de Martín Rodríguez, Bernardino Rivadavia decidió viajar a Londres, ocupando su lugar Manuel José García. El cónsul inglés iba a ir a Buenos Aires a firmar un tratado de reconocimiento de la independencia pero era imposible, ya que las provincias se habían transformado en estados autónomos y era necesario encontrar una autoridad nacional que representase a todo el conjunto de las provincias. En 1822 el litoral firmó el Tratado del Cuadrilátero, que terminaba con las esperanzas del gobernador cordobés, que quería reunir un congreso en su provincia. Los porteños se comprometieron así a concederle al litoral la libre navegación de los ríos.
A fines de 1824 se reunió un congreso para redactar una constitución. Entre los elegidos había unitarios y federales, y luego de tres meses la constitución fue aprobada, pero casi todas las provincias la rechazaron. La necesidad de un gobierno nacional que hiciera frente a la guerra contra el Imperio del Brasil llevó a nombrar a Rivadavia como el primer presidente en febrero de 1826. Esta noticia no fue bien recibida en las provincias.
Rivadavia intentó acabar rápidamente con la guerra, debido a que desde Buenos Aires salían casi todos los recursos económicos para afrontar el conflicto,[cita requerida] y a que el bloqueo naval impuesto por Brasil afectaba el comercio, base de recaudación de rentas del Estado porteño.

### La Ley de Capitalización
Inmediatamente luego de asumir, Rivadavia presentó al Congreso un proyecto de capitalización de Buenos Aires: la ciudad y gran parte de la campaña circundante se proclamaba capital del Estado. Pocos días más tarde emitió un decreto en que ordenaba la demarcación de la capital de la república, y de la provincia de Buenos Aires.
El proyecto originó fuertes resistencias. El federalismo porteño, encabezado por Manuel Dorrego y Manuel Moreno, se opuso, en defensa de las instituciones de las provincias garantizadas por la ley fundamental, en especial el puerto y la aduana, principal fuente de recursos de la provincia. También fue resistido por los estancieros, quienes no estaban dispuestos a perder la ventaja que les daban las relaciones en Buenos Aires y que además comprendían que la pérdida de la aduana significaría impuestos internos más altos. No obstante, la ley fue sancionada el 4 de marzo de 1826.
Las Heras cesó en el cargo de gobernador por decreto del Poder Ejecutivo. La Junta de Representantes fue disuelta, y se nacionalizaron el ejército de la provincia, las tierras públicas, la aduana y todas las propiedades provinciales.
Los hacendados, alarmados por las consecuencias que podía tener la capitalización, dejaron de apoyar a Rivadavia, y este quedó políticamente aislado.

### Política económica
El Banco de Descuentos de la provincia fue transformado en el Banco Nacional en 1826, y estaba autorizado a abrir sucursales en las provincias. Su capital, formado por el aporte del Estado y por acciones que se suscribirían en todo el territorio, sería de 10.000.000 de pesos (de la época).
Sus funciones eran: recibir depósitos, tomar dinero a interés, otorgar préstamos, acuñar monedas y billetes convertibles, etcétera.
El Banco Nacional, que absorbió al Banco de Descuentos de la provincia, no logró reunir el capital correspondiente y el papel moneda que emitió careció de respaldo. Los gastos derivados de la guerra del Brasil llevaron al gobierno a solicitar reiteradas sumas que provocaron su ruina. En 1836, vencido el plazo de diez años establecido por la ley, Juan Manuel de Rosas dispuso su disolución.
El mandato de Rivadavia coincidió con el incremento de la influencia británica en la política nacional. El esquema de Rivadavia estaba basado en cinco pilares: el comercio totalmente libre y ningún tipo de proteccionismo en contra de las importaciones británicas, finanzas con un banco central manejado por inversionistas británicos, absoluto control del puerto de Buenos Aires como la única fuente de ingreso para el país, explotación británica de los recursos naturales y un unitarismo centralizado en Buenos Aires.  Las exportaciones de oro, permitidas por las políticas de libre comercio, agotaron rápidamente las reservas nacionales. Esto representó un gran problema, ya que el oro era el medio de cambio de la economía local. Rivadavia buscó resolver este problema al establecer el Banco de Descuento, un banco central para imprimir dinero. A pesar del rol que jugaba el Banco Central, este banco fue puesto a manos de inversores privados británicos.

#### Nacionalización de los recursos
El presidente Rivadavia dispuso la inmediata nacionalización de Buenos Aires y sus instituciones, incluida la aduana; la recaudación pasaría al gobierno nacional, quien la usaría en beneficio de todo el país, pero no se contemplaba la distribución entre las provincias.[cita requerida] Además, la deuda pública de la provincia de Buenos Aires se nacionalizó.
La ley de Consolidación de la Deuda Pública del Estado declaró hipotecadas todas las tierras públicas de la Nación y prohibió su venta sin permiso especial del Congreso. Se nacionalizaron tierras que hasta ese momento se consideraban provinciales, sobre las que se debía aplicar el sistema de enfiteusis. Durante el breve gobierno de Rivadavia, en 1827 el peso papel se devaluó en 33% y nuevamente en 68% en 1829. La enfiteusis, a pesar de su carácter progresista, tuvo como consecuencia un fuerte proceso de concentración de la tierra bonaerense: en total 138 propietarios obtuvieron 18 656 000 hectáreas. Los enfiteutas más beneficiados fueron muchos colaboradores del propio gobierno de Bernardino Rivadavia, entre ellos las familias Anchorena, Alvear, Ortiz Basualdo, Díaz Vélez, Escalada, Irigoyen, Lezica, Lynch, Miguens, Obarrio, Ocampo, Olivera, Vidal y Sáenz Valiente, entre otras. La enfiteusis puso más de ocho millones de hectáreas a disposición de arrendatarios y enfiteutas, quienes en general no pagaban o pagaban cánones muy bajos a la provincia. Esta ley tendió a favorecer la gran concentración de la propiedad en unas pocas decenas de familias.
Se asentaron capitales británicos destinados a la explotación de las minas de Famatina en La Rioja, pero se organizaron dos sociedades rivales y la iniciativa fracasó.
Hacia 1825 hubo en Europa una crisis económica que se reflejó en la Bolsa de Londres, y las acciones de empresas en América rebajaron sus precios y algunas sociedades quebraron. El capital inglés se retrajo; durante tres décadas no estuvo dispuesto a afrontar riesgos en estas tierras.

### Guerra del Brasil
Como consecuencia del accionar de los Treinta y Tres Orientales y de la reunión del Congreso de la Florida, el pueblo oriental por la Ley de Independencia proclamó a la Provincia Oriental

libre e independiente del Rey de Portugal, del Emperador del Brasil y de cualquier otro del universo

y por la Ley de Unión proclamó que

Queda la Provincia Oriental del Río de la Plata unida a las demás de este nombre en el territorio de Sud América.

La declaración de la independencia del Imperio del Brasil y la reincorporación a las Provincias Unidas del Río de la Plata de la Provincia Oriental, sumadas a las victorias de las tropas orientales, fueron apoyadas por el pueblo de Buenos Aires y por el Congreso argentino, que rápidamente aceptó la reincorporación de la Provincia Oriental el 25 de octubre de 1825 y la aprobación de los diplomas del diputado Javier Gomensoro, electo por la Provincia Oriental. En respuesta, el Imperio del Brasil declaró la guerra a las Provincias Unidas el 10 de diciembre de ese año e inmediatamente la poderosa escuadra brasileña bloqueó el puerto de Buenos Aires y la boca del Río de la Plata, bloqueo que se mantuvo hasta el final del conflicto, en el año 1828.
La declaración de guerra por parte del Brasil fue respondida por el Congreso argentino el 1 de enero de 1826.
Bernardino Rivadavia fue elegido presidente de las Provincias Unidas el 8 de febrero de 1826 y, dispuesto a llevar adelante la guerra del Brasil, reorganizó el Ejército, incrementó el número de cuerpos de la Escuadra Nacional y creó el Estado Mayor. Si bien inicialmente la posición del Imperio del Brasil fue más ventajosa, las fuerzas eran parejas y la guerra se alargaba, transformándose en una carga económica. Luego de que las fuerzas argentinas vencieran en los triunfos parciales tanto en la batalla de Ombú y en la batalla de Bacacay, obtuvieron una contundente victoria en la batalla de Ituzaingó, el 20 de febrero de 1827. Sin embargo, la falta de recursos impidió definir la contienda, tanto por tierra como por mar.

### Constitución de 1826
Con la excusa de que la guerra con el Brasil había sido declarada el 1 de enero de 1826, y era necesario un gobierno nacional que dirigiese y financiase las operaciones, en septiembre de ese año, la Comisión de Negocios Constitucionales dio a conocer un proyecto de constitución que se afirmaba sobre las bases de la Constitución de 1819. Luego de acalorados debates cuarenta y tres diputados se expidieron a favor del proyecto, frente a once que se opusieron. La constitución fue sancionada el 24 de diciembre de 1826. Se reemplazó el nombre de Provincias Unidas de Sudamérica por el de la República Argentina y se adoptó un gobierno representativo, republicano y unitario.
El gobierno nacional se organizó en base al principio de división de poderes. Los gobiernos de provincia estarían a cargo de gobernadores, elegidos por el presidente con acuerdo del Senado, a propuesta en terna de los Consejos de Administración; estos organismos eran elegidos por el pueblo de cada provincia. Esta constitución fue considerada de carácter unitario, ya que no solo centralizaba las decisiones políticas en Buenos Aires dejando a las provincias subordinadas a las elecciones que dicha provincia tomara, sin participación en las ganancias aduaneras y con grandes limitaciones a la libre navegación de los ríos interiores; también entregaba a Buenos Aires prerrogativas personales, como el hecho de que las autoridades provinciales y locales fueran elegidas por el Ejecutivo desde Buenos Aires.

### La guerra civil en el interior
La reacción de las provincias no se hizo esperar. Desde Córdoba, Juan Bautista Bustos lideraba una férrea oposición a la nueva constitución y al régimen presidencial. En La Rioja, Facundo Quiroga parecía estar a favor de Buenos Aires, pero la guerra civil en las provincias de Catamarca y San Juan lo terminaron colocando al frente de las fuerzas federales. El resto de las provincias: Santa Fe, Entre Ríos, Mendoza, Santiago del Estero, San Luis y Salta rechazaron la constitución pero manifestaron el deseo de seguir la guerra con el Brasil "sin el Congreso ni el presidente".
Las provincias habían sido sacudidas por varias guerras civiles desde el momento mismo en que proclamaron su autonomía. Sin embargo, en su gran mayoría prestaron sus contingentes a la guerra del Brasil.
El gobierno envió al coronel Gregorio Aráoz de Lamadrid con la finalidad de reunir tropas en las provincias del Noroeste argentino para luchar en la guerra del Brasil, pero frente a la debilidad de las autoridades locales, Lamadrid utilizó las fuerzas que había reunido para derrocar al gobernador Javier López y se hizo cargo del gobierno de la provincia de Tucumán. En lugar de desautorizarlo, Rivadavia lo incitó a usar esas tropas para atacar a los caudillos federales vecinos, que se oponían a su política. Lamadrid quedó al frente del Partido Unitario en su provincia, el mismo del derrocado López, e invadió Catamarca, donde repuso al líder unitario Manuel Antonio Gutiérrez en el gobierno. Facundo Quiroga se lanzó con sus milicias sobre Catamarca, donde depuso al gobernador y luego se impuso en Tucumán, San Juan y Santiago del Estero para derrotar definitivamente a Lamadrid en la batalla de Rincón de Valladares, del 6 de julio de 1827. Quiroga se erigió así en el árbitro de las relaciones de poder en el Noroeste. A comienzos de 1827, la gran mayoría de provincias rechazaban la constitución y al presidente.

### Pérdida de la Banda Oriental
Rivadavia recurrió nuevamente a Manuel José García –quien ya había rechazado su ofrecimiento para encargarse de la cartera de Hacienda por sus discrepancias con el gobierno presidencialista unitario– para enviarlo en misión diplomática al Brasil e iniciar las tramitaciones de paz con el Imperio.
Las razones que impulsaron a Rivadavia a cambiar de opinión fueron las mismas que habían disuadido a García a no ir a la guerra antes, y para ello es importante resaltar la gran labor investigativa de Juan Carlos Nicolau, quien afirma:

La situación económica de Brasil era muy superior a las Provincias Unidas, si se tenía en cuenta que contaba con una población de 5 millones de habitantes, contra 700.000 de éstas tomadas en su conjunto, pero que en los hechos, sólo la provincia de Buenos Aires contribuía al esfuerzo bélico. El estado brasileño, independiente, sin deuda nacional, desarrollaba un comercio con el extranjero muy activo y floreciente, en continuo progreso, apoyado en su relación con la Gran Bretaña. En cambio, el Río de la Plata sufría el perjuicio del bloqueo de su puerto, lo que constituía un grave obstáculo para obtener recursos de sus recaudaciones aduaneras y así la posibilidad de adquirir armas y municiones para su ejército.

La ayuda que recibía el Brasil de parte de Gran Bretaña, en su virtual alianza, provocó que hombres como el General William Carr Beresford y el Almirante Thomas Cochrane, con amplio conocimiento del teatro de operaciones del Río de la Plata, contribuyeran a la organización y manejo del ejército y la armada brasileña.

El 16 de abril de 1827, García recibió las instrucciones para realizar su misión por parte de Rivadavia y su ministro Francisco Fernández de la Cruz, informándole que el gobierno se proponía "acelerar la terminación de la guerra y el restablecimiento de la paz, tal como lo demandan imperiosamente los intereses de la Nación". Esta instrucción refleja la crítica situación interna del gobierno de Rivadavia, desesperado por encontrar la paz para afrontar los otros grandes problemas que azotaban al país, es decir, la enorme crisis económica y la oposición de las provincias del interior. El esfuerzo de la guerra contra el Brasil debió ser afrontado -en cuanto a la provisión de tropa y equipamiento bélico- casi totalmente por Buenos Aires.
Las bases que debía utilizar el ministro plenipotenciario García serían:

... o bien la devolución de la Provincia Oriental, o la erección y reconocimiento de dicho territorio en un Estado separado, libre e independiente, bajo la forma y reglas que sus propios habitantes eligieren y sancionaren; no debiendo en este último caso exigirse por ninguna de las partes beligerantes compensación alguna.

Es decir, el presidente Rivadavia instruyó al ministro plenipotenciario García para que la paz con el Brasil se llegara únicamente a través del reconocimiento por el emperador de la Provincia Oriental como parte integrante de las Provincias Unidas del Río de la Plata o, en el supuesto de que esto no fuera aceptado, se proclamara la independencia de la Provincia Oriental.
Al despedir a García, el ministro Julián Segundo de Agüero le encargó conseguir la paz a todo trance; 

... de otro modo, caeremos en la demagogia y en la barbarie.

García llegó en mayo de 1827 a Río de Janeiro y comenzó sus reuniones con el intermediario británico y los ministros plenipotenciarios brasileños. Apenas iniciadas las gestiones, García se encontró con una gran intransigencia por parte de los ministros brasileros con respecto a no renunciar a la Provincia Cisplatina: el Emperador Pedro I de Brasil, consternado por la victoria rioplatense de Ituzaingó y temiendo por la estabilidad de su imperio en esas circunstancias y de posibles intentos sesesionistas, había jurado ante el Senado brasileño no tratar la paz ante las Provincias Unidas y continuar la guerra hasta obligarlas a aceptar su soberanía sobre la Provincia Cisplatina; seguramente Pedro I especulaba también con la debilidad de la Provincias Unidas para prolongar las acciones bélicas.
Viendo la situación, García decidió regresar a Buenos Aires, pero el embajador británico Robert Gordon lo convenció de entrevistarse con el ministro de relaciones exteriores imperial, el Marqués de Queluz. Tras tres reuniones infructuosas, las presiones del gobierno británico por terminar rápidamente con el conflicto para reanudar el comercio, la inflexible postura del gobierno brasileño y el crítico estado político-económico de las Provincias Unidas, llevaron a García a decidir por sí mismo la paz sobre otras bases. Más tarde explicó al embajador Gordon que: 

[...] aunque tenía instrucciones de firmar una convención sólo sobre la base de la independencia de la provincia de Montevideo; pero, como él se hallaba convencido de que a este estado de independencia no podía llegarse por cierto tiempo, y que en realidad era de poca importancia para Buenos Aires el destino de la provincia, siempre que se le devolviera la tranquilidad, no hesitó en llegar a términos que, en otro sentido, estaban perfectamente de acuerdo con sus instrucciones.

De modo que, dejando de lado sus instrucciones, el 24 de mayo de 1827 firmó la Convención Preliminar de Paz de 1827, que disponía, entre otras cosas, que:

La Republica de las Provincias Unidas del Río de la Plata reconoce la independencia e integridad del Imperio del Brasil y renuncia a todos los derechos que podría pretender al territorio de la provincia de Montevideo, llamada hoy Cisplatina, la cual el Emperador se compromete a arreglar con sumo esmero, o mejor aun que otras provincias del Imperio. El emperador del Brasil reconoce igualmente la independencia e integridad de la República de la Provincias Unidas del Río de la Plata, y dado que la República de las Provincias Unidas ha empleado corsarios, halla justo y honorable pagar el valor de las presas por haber cometido actos de piratería.

A pesar de que esta Convención Preliminar de Paz contravenía sus instrucciones, García había logrado que se cambiase la redacción primitiva que incorporaba la Provincia Cisplatina al Imperio y que se omitiera el reconocimiento de cualquier derecho de soberanía por parte del Emperador del Brasil sobre la Provincia Oriental, ya que la Convención solo se refería a la renuncia efectuada por las Provincias Unidas. Tal vez sin notarlo los diplomáticos brasileños, se dejaba la puerta abierta a la independencia uruguaya. Sin embargo, en su carta a John Ponsonby, embajador británico en el Río de la Plata, informando de la firma de la convención, Gordon emitió ciertas opiniones que permiten inferir que todas las partes eran conscientes de que posiblemente el Emperador se vería obligado a otorgar la independencia de la Provincia Cisplatina tarde o temprano:

Al Brasil se lo deja que luche con la disensión y la revuelta, que seguirán dominando en la Provincia Cisplatina... El Emperador pronto se convencerá del desacierto de no proclamar, franca e inmediatamente, la independencia de la provincia.

A su regreso a Buenos Aires, el 20 de junio de 1827, García presentó la Convención Preliminar de Paz al Presidente Rivadavia y al Congreso Nacional. El primero que desaprobó enérgicamente la actuación de García fue el propio Rivadavia. Al mismo tiempo, la opinión pública en Buenos Aires reaccionó indignada, se publicaron artículos muy violentos contra el gobierno en los periódicos, y la ciudad se cubrió de panfletos ofensivos contra García, Rivadavia y Ponsonby. De este modo, Rivadavia se presentó ante el Congreso con un virulento discurso exigiendo su rechazo. Según sus palabras, la Convención Preliminar de Paz era un "tratado deshonroso" que no debía ser aprobado.
El ministro Agüero dirigió a García una misiva en la que manifestaba:

En consecuencia, el gobierno hace a Ud. responsable de todos los males y consecuencias que de ello resultan a la nación, especialmente en el grande y noble empeño en que se halla para salvar su honra.

 La respuesta de García fue de rechazo a los cargos imputados por Rivadavia y Agüero, argumentando en su defensa que la firma de la mentada Convención podía comprometer su honra personal, pero no obligaba al país hasta tanto no fuera ratificada. En este sentido, relata: 

Para finalizar, el comisionado emite un juicio lapidario respecto a la actitud del gobierno de Rivadavia, al afirmar con razón que al negociar la cesación de las hostilidades arriesgaba su reputación personal, pero no causaba obligación alguna al Gobierno hasta tanto el tratado de paz o la convención preliminar, después de ser examinada detenidamente, fuera ratificada. En su opinión, una convención preliminar aún después de ratificada solemnemente, es un tratado provisorio, pues su objeto principal es hacer cesar las hostilidades, fijando bases para un tratado definitivo. En la última frase de su exposición espera que aquietadas las pasiones en el futuro se juzgará su comportamiento, mientras se interroga acerca de quien merece mayor indulgencia, si el ciudadano que en tan gran conflicto sacrifica su reputación y acaso la existencia a su patria, o aquel que quiere a todo trance hacer de ésta el instrumento de su fama.

El 25 de junio de 1827, tanto el presidente Rivadavia como el Congreso Nacional de las Provincias Unidas del Río de la Plata rechazaron la Convención Preliminar de Paz.
Sin embargo Rivadavia no logró salvar su gobierno: a pesar de su oposición a la Convención Preliminar de Paz la opinión pública no le perdonaba su actuación y simultáneamente se denunciaban en la prensa su participación en negociados mineros en Famatina. El 26 de junio, Rivadavia presentó su renuncia irrevocable a la presidencia.
Las consecuencias de la fracasada Convención Preliminar de Paz firmada por García son objeto de controversia: ciertos autores creen que el antecedente de un acuerdo de estas características, aun después de rechazado, condicionó fuertemente el accionar del gobernador Manuel Dorrego para la firma de la Convención Preliminar de Paz de 1828, por la que se disponía la independencia de la "Provincia de Montevideo, llamada hoy Cisplatina". Otros autores, en cambio, afirman que mal puede atribuírsele responsabilidad alguna a García con los términos del tratado final firmado por Juan Ramón Balcarce y Tomás Guido, cuando – al no haber sido ratificada por el Congreso – la Convención Preliminar no vinculó en forma alguna al Gobierno de las Provincias Unidas del Río de la Plata.

### Gabinete
Cabe aclarar que los ministros fueron nombrados con la misma ley de presidencia que designó a Rivadavia. Los mismos se mantuvieron en ejercicio de sus ministerios hasta la renuncia de Vicente López y Planes.

### Renuncia de Rivadavia
Además de ganarse la enemistad de las provincias del interior gracias a la Constitución de 1826 y todas las medidas centralistas que tomó, la guerra con el Brasil había agotado los recursos. Gran Bretaña presionaba para acordar una paz que garantizase la reanudación del comercio exterior.
La noticia de la negociación de García precipitó los acontecimientos. El presidente desconoció tajantemente la Convención Preliminar de Paz. Ante el Congreso manifestó que

Un argentino debe perecer mil veces con gloria antes de comprar su existencia con el sacrificio de su dignidad y de su honra.

Aunque la Convención Preliminar de Paz fue rechazada por el Congreso, el presidente Rivadavia sufrió las consecuencias políticas del pacto por ser considerado responsable de la situación, por lo que renunció como presidente de las Provincias Unidas del Río de la Plata ante el Congreso el 27 de junio de 1827. Entregó el mando a Vicente López y Planes, presidente provisorio elegido por el Congreso por una ley de emergencia. Pero el Congreso se disolvió y con él cesaron nuevamente las autoridades nacionales y la constitución. La provincia de Buenos Aires recuperó su autonomía, eligiendo gobernador al federal Manuel Dorrego, en comicios en que solamente se presentó la lista federal.
El conflicto con Brasil continuó hasta que, durante el gobierno de Manuel Dorrego y con la presión de Inglaterra, se llegó a una Convención Preliminar de Paz, que dispuso la independencia de la República Oriental del Uruguay y el cese de las hostilidades, lo que tampoco fue bien visto por los militares que combatieron en la guerra y por gran parte de la población.

## El exilio y muerte

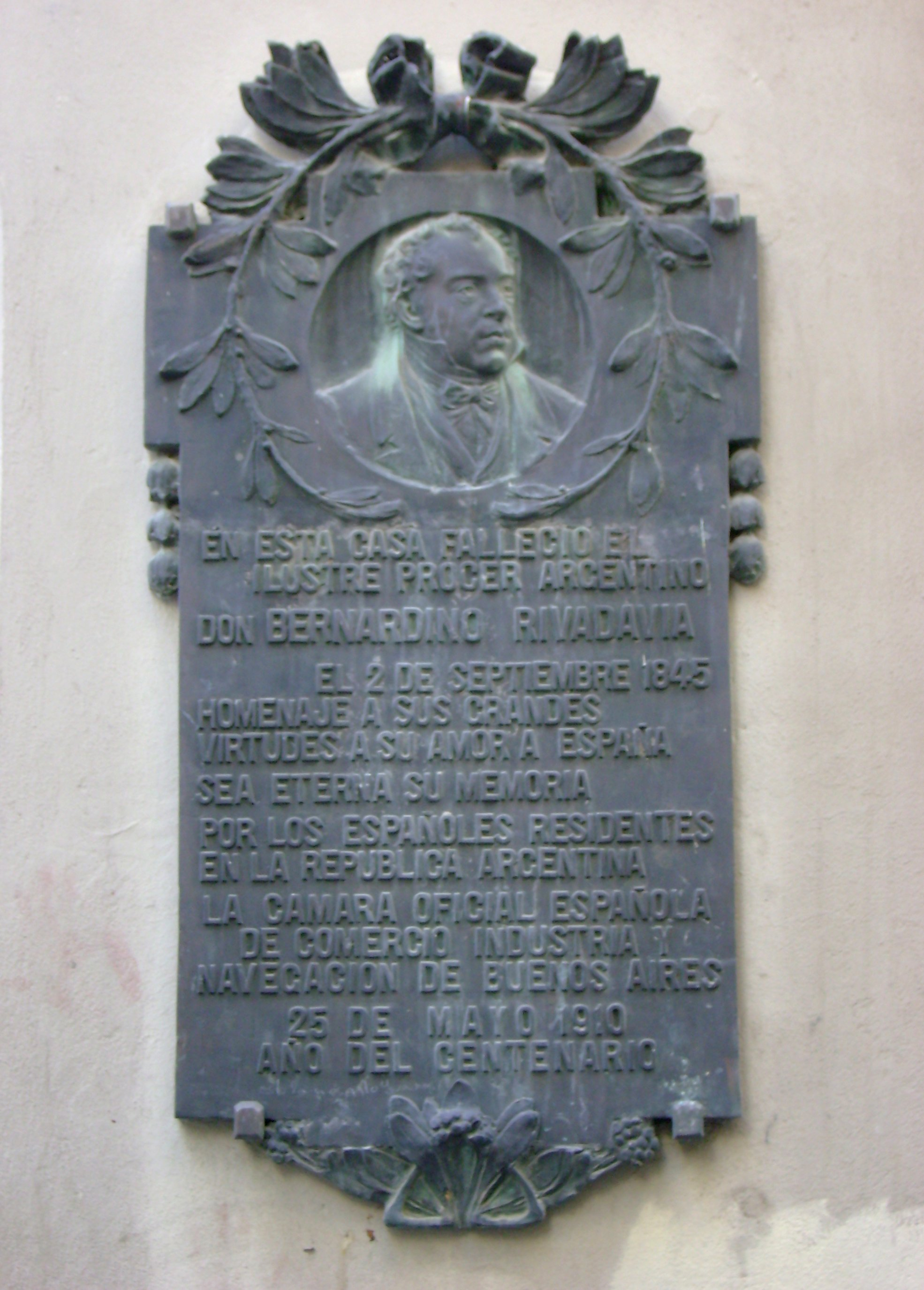
Placa en honor a Bernardino Rivadavia en Cádiz.

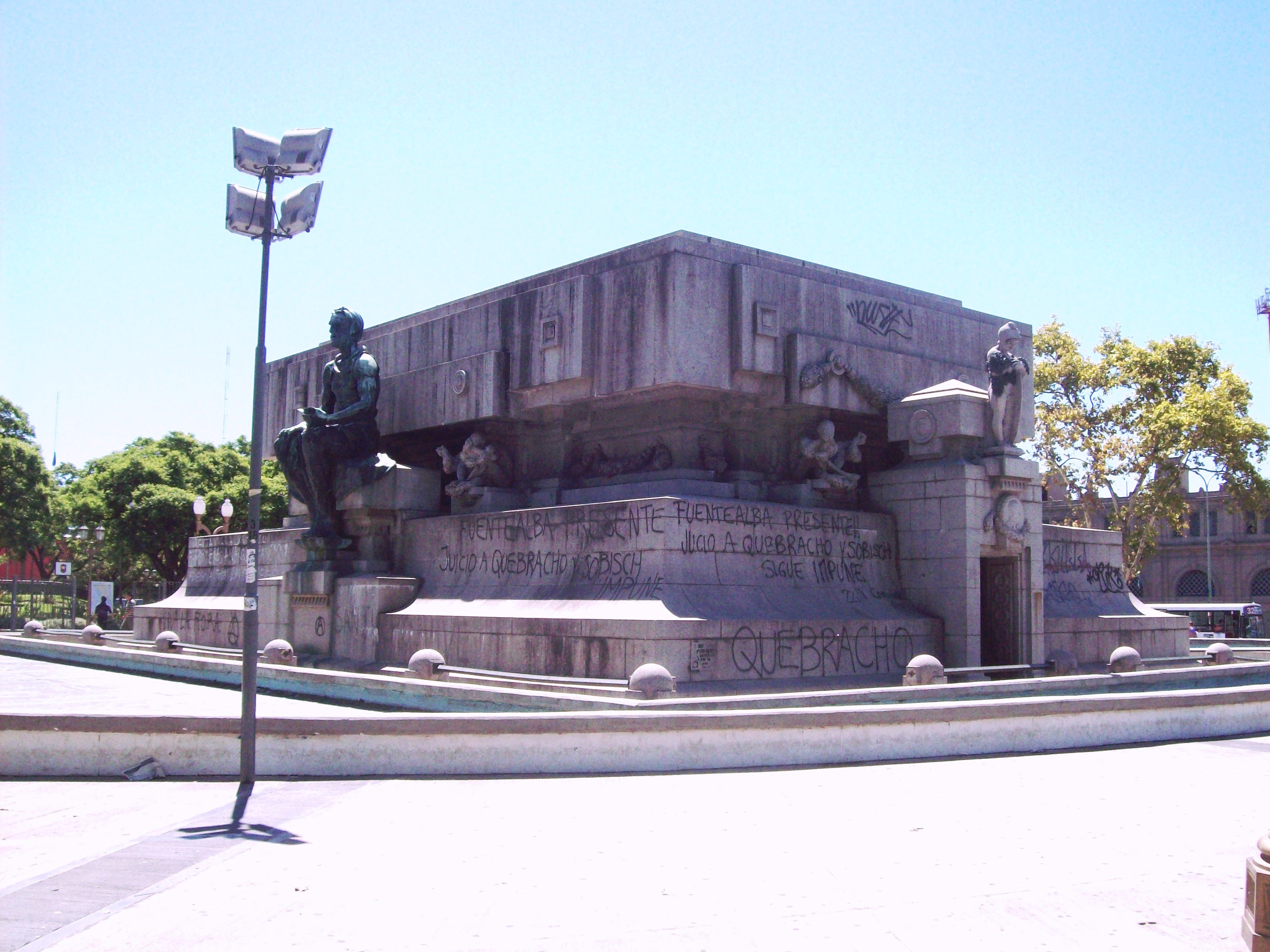
Mausoleo de Bernardino Rivadavia, Plaza Miserere, ciudad de Buenos Aires.

Luego de renunciar a la presidencia Bernardino Rivadavia partió hacia España. Bajo sospecha de conspirar contra la causa americana en favor de una monarquía, con un príncipe europeo a la cabeza, regresó al país en 1834, con intención de asumir su defensa, pero el gobernador de Buenos Aires, Juan José Viamonte, no le permitió desembarcar, motivo por el cual se estableció primero en Mercedes (Soriano, Uruguay) y luego en Colonia (Uruguay). En este país fue pionero de la apicultura, introduciendo dos colmenas de origen francés, de las cuales sólo una de ellas logró prosperar y albergar nuevos enjambres que produjeron miel y cera.
Fue finalmente deportado a la Isla de Ratas, como preludio de un nuevo exilio con escala en Santa Catalina. Partió finalmente a Río de Janeiro, donde, en 1841, falleció su esposa.
Volvió definitivamente a España a finales de 1842, falleciendo en la ciudad de Cádiz el 2 de septiembre de 1845, a los 65 años.

## Repatriación de sus restos y homenajes
A pesar de que en su testamento Bernardino Rivadavia pidió que sus restos

no fueran enterrados en Buenos Aires y menos en Montevideo

Estos fueron repatriados en 1857, rindiéndole el gobierno honores de capitán general ante una multitud calculada en 60 000 personas. En ese año se dispuso darle el nombre de Avenida Rivadavia a la avenida más larga de Buenos Aires. Inicialmente, sus restos descansaron en el Cementerio de la Recoleta.
Bartolomé Mitre calificó a Rivadavia como

el más grande hombre civil de la tierra de los argentinos.

Sus restos, desde 1932, descansan en un mausoleo levantado en la Plaza Miserere de la Ciudad Autónoma de Buenos Aires, obra del escultor argentino Rogelio Yrurtia y que se ubica en el centro de la plaza que tiene como uno de sus laterales a la Avenida Rivadavia.
En México, la ciudad Cholula de Rivadavia, en el estado de Puebla, lleva ese nombre en su honor.
En Venado Tuerto, Provincia de Santa Fe, el Club Sportivo Bernardino Rivadavia, club que milita en el Torneo Federal B, lleva el nombre del prócer argentino.
En Peyrano, también en la Provincia de Santa Fe, el Club Bernardino Rivadavia de Peyrano, que compite en la Liga Deportiva del Sur, lleva su nombre.
Su imagen figuró en los billetes de 1 austral emitidos entre 1985 y 1987.

## Ancestros
| \| \| \| \| \| \| \| \| \| \| \| \| \| \| \| \| \| \| \| \| 16. - \| \| \| \| \| \| \| \| \| \| \| \| \| \| \| \| \| \| \| \| \| \| \| \| \| \| \| \| \| \| \| \| \| \| \| \| \| \| \| \| \| \| \| \| \| \| \| \| \| \| \| \| \| \| 8. Domingo González \| \| \| \| \| \| \| \| \| \| \| \| \| \| \| \| \| \| \| \| \| \| \| \| \| \| \| \| \| \| \| \| \| \| \| \| \| \| \| \| \| \| \| \| \| \| \| \| \| \| \| \| \| \| 17. - \| \| \| \| \| \| \| \| \| \| \| \| \| \| \| \| \| \| \| \| \| \| \| \| \| \| \| \| \| \| \| \| \| \| \| \| \| \| \| \| \| \| \| \| \| \| \| \| \| \| \| \| \| \| 4. Sebastián Antonio González Fernández \| \| \| \| \| \| \| \| \| \| \| \| \| \| \| \| \| \| \| \| \| \| \| \| \| \| \| \| \| \| \| \| \| \| \| \| \| \| \| \| \| \| \| \| \| \| \| \| \| \| \| \| \| \| 18. - \| \| \| \| \| \| \| \| \| \| \| \| \| \| \| \| \| \| \| \| \| \| \| \| \| \| \| \| \| \| \| \| \| \| \| \| \| \| \| \| \| \| \| \| \| \| \| \| \| \| \| \| \| \| 9. Margarita Fernández \| \| \| \| \| \| \| \| \| \| \| \| \| \| \| \| \| \| \| \| \| \| \| \| \| \| \| \| \| \| \| \| \| \| \| \| \| \| \| \| \| \| \| \| \| \| \| \| \| \| \| \| \| \| 19. - \| \| \| \| \| \| \| \| \| \| \| \| \| \| \| \| \| \| \| \| \| \| \| \| \| \| \| \| \| \| \| \| \| \| \| \| \| \| \| \| \| \| \| \| \| \| \| \| \| \| \| \| \| \| 2. Benito Bernardino González Rivadavia \| \| \| \| \| \| \| \| \| \| \| \| \| \| \| \| \| \| \| \| \| \| \| \| \| \| \| \| \| \| \| \| \| \| \| \| \| \| \| \| \| \| \| \| \| \| \| \| \| \| \| \| \| \| 20. Antonio Rodríguez de Rivadavia \| \| \| \| \| \| \| \| \| \| \| \| \| \| \| \| \| \| \| \| \| \| \| \| \| \| \| \| \| \| \| \| \| \| \| \| \| \| \| \| \| \| \| \| \| \| \| \| \| \| \| \| \| \| 10. Antonio Rivadavia Paz \| \| \| \| \| \| \| \| \| \| \| \| \| \| \| \| \| \| \| \| \| \| \| \| \| \| \| \| \| \| \| \| \| \| \| \| \| \| \| \| \| \| \| \| \| \| \| \| \| \| \| \| \| \| 21. Ana Paz \| \| \| \| \| \| \| \| \| \| \| \| \| \| \| \| \| \| \| \| \| \| \| \| \| \| \| \| \| \| \| \| \| \| \| \| \| \| \| \| \| \| \| \| \| \| \| \| \| \| \| \| \| \| 5. Gertrudis Rivadavia Díaz \| \| \| \| \| \| \| \| \| \| \| \| \| \| \| \| \| \| \| \| \| \| \| \| \| \| \| \| \| \| \| \| \| \| \| \| \| \| \| \| \| \| \| \| \| \| \| \| \| \| \| \| \| \| 22. Antonio González \| \| \| \| \| \| \| \| \| \| \| \| \| \| \| \| \| \| \| \| \| \| \| \| \| \| \| \| \| \| \| \| \| \| \| \| \| \| \| \| \| \| \| \| \| \| \| \| \| \| \| \| \| \| 11. Antonia González Díaz \| \| \| \| \| \| \| \| \| \| \| \| \| \| \| \| \| \| \| \| \| \| \| \| \| \| \| \| \| \| \| \| \| \| \| \| \| \| \| \| \| \| \| \| \| \| \| \| \| \| \| \| \| \| 23. Cristina Díaz \| \| \| \| \| \| \| \| \| \| \| \| \| \| \| \| \| \| \| \| \| \| \| \| \| \| \| \| \| \| \| \| \| \| \| \| \| \| \| \| \| \| \| \| \| \| \| \| \| \| \| \| \| \| 1. Bernardino Rivadavia \| \| \| \| \| \| \| \| \| \| \| \| \| \| \| \| \| \| \| \| \| \| \| \| \| \| \| \| \| \| \| \| \| \| \| \| \| \| \| \| \| \| \| \| \| \| \| \| \| \| \| \| \| \| 24. Antonio Rodríguez de Rivadavia (=20) \| \| \| \| \| \| \| \| \| \| \| \| \| \| \| \| \| \| \| \| \| \| \| \| \| \| \| \| \| \| \| \| \| \| \| \| \| \| \| \| \| \| \| \| \| \| \| \| \| \| \| \| \| \| 12. Antonio Rivadavia Paz (=10) \| \| \| \| \| \| \| \| \| \| \| \| \| \| \| \| \| \| \| \| \| \| \| \| \| \| \| \| \| \| \| \| \| \| \| \| \| \| \| \| \| \| \| \| \| \| \| \| \| \| \| \| \| \| 25. Ana Paz (=21) \| \| \| \| \| \| \| \| \| \| \| \| \| \| \| \| \| \| \| \| \| \| \| \| \| \| \| \| \| \| \| \| \| \| \| \| \| \| \| \| \| \| \| \| \| \| \| \| \| \| \| \| \| \| 6. José Antonio Rivadavia Díaz \| \| \| \| \| \| \| \| \| \| \| \| \| \| \| \| \| \| \| \| \| \| \| \| \| \| \| \| \| \| \| \| \| \| \| \| \| \| \| \| \| \| \| \| \| \| \| \| \| \| \| \| \| \| 26. Antonio González (=22) \| \| \| \| \| \| \| \| \| \| \| \| \| \| \| \| \| \| \| \| \| \| \| \| \| \| \| \| \| \| \| \| \| \| \| \| \| \| \| \| \| \| \| \| \| \| \| \| \| \| \| \| \| \| 13. Antonia González Díaz (=11) \| \| \| \| \| \| \| \| \| \| \| \| \| \| \| \| \| \| \| \| \| \| \| \| \| \| \| \| \| \| \| \| \| \| \| \| \| \| \| \| \| \| \| \| \| \| \| \| \| \| \| \| \| \| 27. Cristina Díaz (=23) \| \| \| \| \| \| \| \| \| \| \| \| \| \| \| \| \| \| \| \| \| \| \| \| \| \| \| \| \| \| \| \| \| \| \| \| \| \| \| \| \| \| \| \| \| \| \| \| \| \| \| \| \| \| 3. María Josefa de Jesús Rivadavia y Rivadeneira \| \| \| \| \| \| \| \| \| \| \| \| \| \| \| \| \| \| \| \| \| \| \| \| \| \| \| \| \| \| \| \| \| \| \| \| \| \| \| \| \| \| \| \| \| \| \| \| \| \| \| \| \| \| 28. Antonio Rivadeneira \| \| \| \| \| \| \| \| \| \| \| \| \| \| \| \| \| \| \| \| \| \| \| \| \| \| \| \| \| \| \| \| \| \| \| \| \| \| \| \| \| \| \| \| \| \| \| \| \| \| \| \| \| \| 14. Antonio Rivadeneira Pérez de Novoa \| \| \| \| \| \| \| \| \| \| \| \| \| \| \| \| \| \| \| \| \| \| \| \| \| \| \| \| \| \| \| \| \| \| \| \| \| \| \| \| \| \| \| \| \| \| \| \| \| \| \| \| \| \| 29. Rosa Pérez de Novoa \| \| \| \| \| \| \| \| \| \| \| \| \| \| \| \| \| \| \| \| \| \| \| \| \| \| \| \| \| \| \| \| \| \| \| \| \| \| \| \| \| \| \| \| \| \| \| \| \| \| \| \| \| \| 7. María Feliciana Rivadeneira Domínguez \| \| \| \| \| \| \| \| \| \| \| \| \| \| \| \| \| \| \| \| \| \| \| \| \| \| \| \| \| \| \| \| \| \| \| \| \| \| \| \| \| \| \| \| \| \| \| \| \| \| \| \| \| \| 30. Francisco Javier Domínguez \| \| \| \| \| \| \| \| \| \| \| \| \| \| \| \| \| \| \| \| \| \| \| \| \| \| \| \| \| \| \| \| \| \| \| \| \| \| \| \| \| \| \| \| \| \| \| \| \| \| \| \| \| \| 15. María Domínguez Basurto \| \| \| \| \| \| \| \| \| \| \| \| \| \| \| \| \| \| \| \| \| \| \| \| \| \| \| \| \| \| \| \| \| \| \| \| \| \| \| \| \| \| \| \| \| \| \| \| \| \| \| \| \| \| 31. Antonia Rodríguez Basurto \| \| \| \| \| \| \| \| \| \| \| \| \| \| \| \| \| \| \| \| \| \| \| \| \| \| \| \| \| \| \| \| \| \| \| \| \| \| \| \| \| \| \| \| \| \| \| \| \| \| \| \| |                                                  |  |  |  |  |  |  |  |  |  |  |  |  |  |  |  |
| |                                                  |  |  |  |  |  |  |  |  |  |  |  |  |  |  |  |
| | 16. -                                            |  |  |  |  |  |  |  |  |  |  |  |  |  |  |  |
| |                                                  |  |  |  |  |  |  |  |  |  |  |  |  |  |  |  |
| |                                                  |  |  |  |  |  |  |  |  |  |  |  |  |  |  |  |
| | 8. Domingo González                              |  |  |  |  |  |  |  |  |  |  |  |  |  |  |  |
| |                                                  |  |  |  |  |  |  |  |  |  |  |  |  |  |  |  |
| |                                                  |  |  |  |  |  |  |  |  |  |  |  |  |  |  |  |
| | 17. -                                            |  |  |  |  |  |  |  |  |  |  |  |  |  |  |  |
| |                                                  |  |  |  |  |  |  |  |  |  |  |  |  |  |  |  |
| |                                                  |  |  |  |  |  |  |  |  |  |  |  |  |  |  |  |
| | 4. Sebastián Antonio González Fernández          |  |  |  |  |  |  |  |  |  |  |  |  |  |  |  |
| |                                                  |  |  |  |  |  |  |  |  |  |  |  |  |  |  |  |
| |                                                  |  |  |  |  |  |  |  |  |  |  |  |  |  |  |  |
| | 18. -                                            |  |  |  |  |  |  |  |  |  |  |  |  |  |  |  |
| |                                                  |  |  |  |  |  |  |  |  |  |  |  |  |  |  |  |
| |                                                  |  |  |  |  |  |  |  |  |  |  |  |  |  |  |  |
| | 9. Margarita Fernández                           |  |  |  |  |  |  |  |  |  |  |  |  |  |  |  |
| |                                                  |  |  |  |  |  |  |  |  |  |  |  |  |  |  |  |
| |                                                  |  |  |  |  |  |  |  |  |  |  |  |  |  |  |  |
| | 19. -                                            |  |  |  |  |  |  |  |  |  |  |  |  |  |  |  |
| |                                                  |  |  |  |  |  |  |  |  |  |  |  |  |  |  |  |
| |                                                  |  |  |  |  |  |  |  |  |  |  |  |  |  |  |  |
| | 2. Benito Bernardino González Rivadavia          |  |  |  |  |  |  |  |  |  |  |  |  |  |  |  |
| |                                                  |  |  |  |  |  |  |  |  |  |  |  |  |  |  |  |
| |                                                  |  |  |  |  |  |  |  |  |  |  |  |  |  |  |  |
| | 20. Antonio Rodríguez de Rivadavia               |  |  |  |  |  |  |  |  |  |  |  |  |  |  |  |
| |                                                  |  |  |  |  |  |  |  |  |  |  |  |  |  |  |  |
| |                                                  |  |  |  |  |  |  |  |  |  |  |  |  |  |  |  |
| | 10. Antonio Rivadavia Paz                        |  |  |  |  |  |  |  |  |  |  |  |  |  |  |  |
| |                                                  |  |  |  |  |  |  |  |  |  |  |  |  |  |  |  |
| |                                                  |  |  |  |  |  |  |  |  |  |  |  |  |  |  |  |
| | 21. Ana Paz                                      |  |  |  |  |  |  |  |  |  |  |  |  |  |  |  |
| |                                                  |  |  |  |  |  |  |  |  |  |  |  |  |  |  |  |
| |                                                  |  |  |  |  |  |  |  |  |  |  |  |  |  |  |  |
| | 5. Gertrudis Rivadavia Díaz                      |  |  |  |  |  |  |  |  |  |  |  |  |  |  |  |
| |                                                  |  |  |  |  |  |  |  |  |  |  |  |  |  |  |  |
| |                                                  |  |  |  |  |  |  |  |  |  |  |  |  |  |  |  |
| | 22. Antonio González                             |  |  |  |  |  |  |  |  |  |  |  |  |  |  |  |
| |                                                  |  |  |  |  |  |  |  |  |  |  |  |  |  |  |  |
| |                                                  |  |  |  |  |  |  |  |  |  |  |  |  |  |  |  |
| | 11. Antonia González Díaz                        |  |  |  |  |  |  |  |  |  |  |  |  |  |  |  |
| |                                                  |  |  |  |  |  |  |  |  |  |  |  |  |  |  |  |
| |                                                  |  |  |  |  |  |  |  |  |  |  |  |  |  |  |  |
| | 23. Cristina Díaz                                |  |  |  |  |  |  |  |  |  |  |  |  |  |  |  |
| |                                                  |  |  |  |  |  |  |  |  |  |  |  |  |  |  |  |
| |                                                  |  |  |  |  |  |  |  |  |  |  |  |  |  |  |  |
| | 1. Bernardino Rivadavia                          |  |  |  |  |  |  |  |  |  |  |  |  |  |  |  |
| |                                                  |  |  |  |  |  |  |  |  |  |  |  |  |  |  |  |
| |                                                  |  |  |  |  |  |  |  |  |  |  |  |  |  |  |  |
| | 24. Antonio Rodríguez de Rivadavia (=20)         |  |  |  |  |  |  |  |  |  |  |  |  |  |  |  |
| |                                                  |  |  |  |  |  |  |  |  |  |  |  |  |  |  |  |
| |                                                  |  |  |  |  |  |  |  |  |  |  |  |  |  |  |  |
| | 12. Antonio Rivadavia Paz (=10)                  |  |  |  |  |  |  |  |  |  |  |  |  |  |  |  |
| |                                                  |  |  |  |  |  |  |  |  |  |  |  |  |  |  |  |
| |                                                  |  |  |  |  |  |  |  |  |  |  |  |  |  |  |  |
| | 25. Ana Paz (=21)                                |  |  |  |  |  |  |  |  |  |  |  |  |  |  |  |
| |                                                  |  |  |  |  |  |  |  |  |  |  |  |  |  |  |  |
| |                                                  |  |  |  |  |  |  |  |  |  |  |  |  |  |  |  |
| | 6. José Antonio Rivadavia Díaz                   |  |  |  |  |  |  |  |  |  |  |  |  |  |  |  |
| |                                                  |  |  |  |  |  |  |  |  |  |  |  |  |  |  |  |
| |                                                  |  |  |  |  |  |  |  |  |  |  |  |  |  |  |  |
| | 26. Antonio González (=22)                       |  |  |  |  |  |  |  |  |  |  |  |  |  |  |  |
| |                                                  |  |  |  |  |  |  |  |  |  |  |  |  |  |  |  |
| |                                                  |  |  |  |  |  |  |  |  |  |  |  |  |  |  |  |
| | 13. Antonia González Díaz (=11)                  |  |  |  |  |  |  |  |  |  |  |  |  |  |  |  |
| |                                                  |  |  |  |  |  |  |  |  |  |  |  |  |  |  |  |
| |                                                  |  |  |  |  |  |  |  |  |  |  |  |  |  |  |  |
| | 27. Cristina Díaz (=23)                          |  |  |  |  |  |  |  |  |  |  |  |  |  |  |  |
| |                                                  |  |  |  |  |  |  |  |  |  |  |  |  |  |  |  |
| |                                                  |  |  |  |  |  |  |  |  |  |  |  |  |  |  |  |
| | 3. María Josefa de Jesús Rivadavia y Rivadeneira |  |  |  |  |  |  |  |  |  |  |  |  |  |  |  |
| |                                                  |  |  |  |  |  |  |  |  |  |  |  |  |  |  |  |
| |                                                  |  |  |  |  |  |  |  |  |  |  |  |  |  |  |  |
| | 28. Antonio Rivadeneira                          |  |  |  |  |  |  |  |  |  |  |  |  |  |  |  |
| |                                                  |  |  |  |  |  |  |  |  |  |  |  |  |  |  |  |
| |                                                  |  |  |  |  |  |  |  |  |  |  |  |  |  |  |  |
| | 14. Antonio Rivadeneira Pérez de Novoa           |  |  |  |  |  |  |  |  |  |  |  |  |  |  |  |
| |                                                  |  |  |  |  |  |  |  |  |  |  |  |  |  |  |  |
| |                                                  |  |  |  |  |  |  |  |  |  |  |  |  |  |  |  |
| | 29. Rosa Pérez de Novoa                          |  |  |  |  |  |  |  |  |  |  |  |  |  |  |  |
| |                                                  |  |  |  |  |  |  |  |  |  |  |  |  |  |  |  |
| |                                                  |  |  |  |  |  |  |  |  |  |  |  |  |  |  |  |
| | 7. María Feliciana Rivadeneira Domínguez         |  |  |  |  |  |  |  |  |  |  |  |  |  |  |  |
| |                                                  |  |  |  |  |  |  |  |  |  |  |  |  |  |  |  |
| |                                                  |  |  |  |  |  |  |  |  |  |  |  |  |  |  |  |
| | 30. Francisco Javier Domínguez                   |  |  |  |  |  |  |  |  |  |  |  |  |  |  |  |
| |                                                  |  |  |  |  |  |  |  |  |  |  |  |  |  |  |  |
| |                                                  |  |  |  |  |  |  |  |  |  |  |  |  |  |  |  |
| | 15. María Domínguez Basurto                      |  |  |  |  |  |  |  |  |  |  |  |  |  |  |  |
| |                                                  |  |  |  |  |  |  |  |  |  |  |  |  |  |  |  |
| |                                                  |  |  |  |  |  |  |  |  |  |  |  |  |  |  |  |
| | 31. Antonia Rodríguez Basurto                    |  |  |  |  |  |  |  |  |  |  |  |  |  |  |  |
| |                                                  |  |  |  |  |  |  |  |  |  |  |  |  |  |  |  |
| |                                                  |  |  |  |  |  |  |  |  |  |  |  |  |  |  |  |